# Klimapolitik
Die Klimapolitik umfasst einerseits sämtliche politischen Maßnahmen, die darauf abzielen, die globale Erwärmung zu begrenzen, und andererseits die Maßnahmen zur Anpassung an die Folgen der globalen Erwärmung. Klimapolitik ist Teil der Umweltpolitik, die aber nur dann erfolgreich sein kann, wenn sie mit weltweiten Strategien betrieben wird. Ihr Erfolg hängt sowohl von der Bereitschaft der einzelnen Staaten zur internationalen Zusammenarbeit als auch von nationalem und lokalem Handeln ab.
Ziel des Klimaschutzes ist es, die Geschwindigkeit und die Auswirkungen der Erderwärmung zu reduzieren bzw. zu stoppen. Hauptsächliches Mittel dazu ist ein reduzierter Ausstoß von Treibhausgasen, die für den Klimawandel verantwortlich sind. Wichtige Maßnahmen hierfür sind der Ausbau der erneuerbaren Energien (Energiewende), die Erhöhung der Energieeffizienz und die Energieeinsparung, die Bepreisung der Emission von Treibhausgasen durch Emissionshandel oder Besteuerung, der Abbau umweltschädlicher Subventionen sowie weitere politische Maßnahmen.

## Geschichte

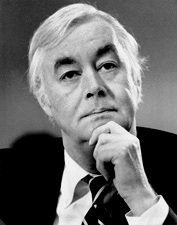
Daniel Patrick Moynihan (1999)

1969 begann US-Präsident Richard Nixon erste Initiativen zur Koordination umweltpolitischer Maßnahmen auf internationaler Ebene. Angedacht war dabei, dies im Rahmen eines dritten zivilen Standbeins der NATO durchzuführen. Das Verteidigungsbündnis brachte neben fachlicher Kapazitäten im Bereich Wetterkunde und Atmosphärenphysik bereits Erfahrung im Bereich der internationalen Forschungskoordination mit und sollte den direkten Zugang auf Regierungsebene garantieren. Nixons Beauftragter Daniel Patrick Moynihan brachte 1969 neben saurem Regen mit dem (damalige Übersetzung) Gewächshauseffekt zum ersten Mal anthropogene Klimaeinflüsse auf die internationale politische Agenda. Die Initiative wurde von Kanzler Kiesinger zunächst interessiert aufgenommen und intensive Vorarbeiten auf Verwaltungsebene begonnen, aber kurz darauf von der Bundesregierung abschlägig beschieden und damit insgesamt gestoppt. Auch Frankreich, das kurz vorher die militärische Integration in der NATO verlassen hatte, stand einer Behandlung ziviler Themen im Bündnis eher skeptisch gegenüber.
Im Weiteren geschah die Behandlung der globalen Umweltprobleme im zivilen Bereich. Entsprechende Institutionen mussten aber erst aufgebaut werden. Erste deutsche regierungsamtliche Überlegungen zu Klimaveränderungen sahen Maßnahmen und Forschungsprojekte dazu nur im internationalen Rahmen möglich.
Bereits die Konferenz der Vereinten Nationen über die Umwelt des Menschen 1972 in Stockholm behandelte den Treibhauseffekt. Kai Hünemörder zufolge vertrat die durch Erhard Eppler geleitete Delegation der Bundesregierung damals auf internationalem Parkett umweltpolitisch deutlich fortschrittlichere Positionen als im heimischen Rahmen. Weitere Meilensteine waren die durch Olof Palme und Willy Brandt 1979 institutionell verankerte Nord-Süd-Kommission, der 1987 erschienene Brundtland-Bericht und die Rede der britischen Premierministerin Margaret Thatcher am 8. November 1989 vor der Generalversammlung der UNO unter dem Titel „CO2 und der menschengemachte Klimawandel“ im Hinblick auf eine Resolution zu einer Konferenz 1992. Die Konferenz der Vereinten Nationen über Umwelt und Entwicklung, die im Juni 1992 in Rio de Janeiro stattfand, verabschiedete die Klimarahmenkonvention der Vereinten Nationen (UNFCCC).

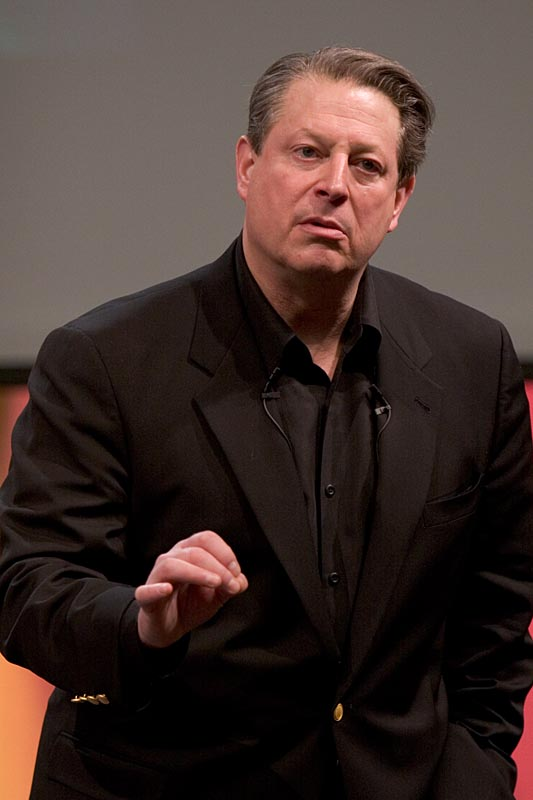
Al Gore (2006)

Der für seine Aktivitäten zur Bewusstmachung des Klimawandels und dessen Ursachen 2007 mit dem Friedensnobelpreis ausgezeichnete vormalige US-Vizepräsident und Präsidentschaftskandidat der Demokraten im Jahr 2000 Al Gore sieht den Übergang zu einer Wirtschaft mit „sauberer Energie“ durch die wirtschaftlichen und politischen Vertreter der Kohle- und Verbrennungsmotorindustrie zwar erschwert, hält diesen Prozess aber für unaufhaltsam: „Wir befinden uns im frühen Stadium einer Nachhaltigkeitsrevolution. Sie ist so weitreichend wie die industrielle, so schnell wie die digitale Revolution. Und sie fußt auch auf neuen Digitaltechnologien wie dem Internet der Dinge, künstlicher Intelligenz und weniger bekannten Fortschritten.“
Nach im Jahr 2019 geäußerter Ansicht des US-amerikanischen Schriftstellers Nathaniel Rich scheiterten die wichtigsten Bemühungen in den Jahren bis 1989.
Im April 2024 wurde erstmals ein Staat vom Europäischen Gerichtshof für Menschenrechte (EGMR) verurteilt, sich nicht ausreichend für den Klimaschutz eingesetzt zu haben.

## Widerstände
Ein Grund für Widerstand gegen Klimapolitik ist die Klimawandelleugnung. Weniger radikal aber dennoch folgenreich war und ist der Widerstand, der sich auf ökonomische Kosten-Nutzen-Analysen beruft. Dabei wird zwar anerkannt, dass die Ursache des Klimawandels menschliches Handeln ist, aber die Höhe der voraussichtlichen Schäden in der Zukunft wird künstlich reduziert. Die Reduktion wird begründet mit der neoklassischen Theorie der Zeitpräferenz, die eine Diskontierung künftiger Schäden erlaube. Wenn in jedem Jahr eine globale Schadenssumme von 1 Billion € zu erwarten ist, dann beliefe sich der Schaden in den nächsten 100 Jahren nach dieser Theorie nicht auf 100 Billionen €, sondern nur auf [1 – exp(-100d)]/d Billionen €, wenn d die Diskontrate ist. Das ergäbe 43,2 Billionen für d = 2 % und 31,7 Billionen für d = 3 %. Ob Klimaschutz sich lohnt, würde also von der Höhe der Diskontrate abhängen.
Der britische Ökonom Nicholas Stern, der Herausgeber des vieldiskutierten Stern-Reports, rechnete zum ersten Mal mit einer viel tieferen Diskontrate, nämlich 0,1 %. Deshalb kam er zu dem Schluss, dass ein Zögern beim Klimaschutz in Zukunft viel teurer käme als die rasche Umsetzung von wirksamen Maßnahmen gegen den Klimawandel.

## Weltweite Maßnahmen
1992 wurde nach langen Verhandlungen in Rio de Janeiro die Klimarahmenkonvention der Vereinten Nationen unterzeichnet, die international unter dem Kürzel UNFCCC bekannt ist. Sie heißt Rahmenkonvention, weil sie im Wesentlichen nur eine allgemeine Verständigung über die Zielsetzung des Klimaschutzes festschreibt, darunter das Kernziel,

„… die Stabilisierung der Treibhausgaskonzentrationen in der
Atmosphäre auf einem Niveau zu erreichen, auf dem eine gefährliche anthropogene Störung des
Klimasystems verhindert wird. Ein solches Niveau sollte innerhalb eines Zeitraums erreicht werden, der
ausreicht, damit sich die Ökosysteme auf natürliche Weise den Klimaänderungen anpassen können, die
Nahrungsmittelerzeugung nicht bedroht wird und die wirtschaftliche Entwicklung auf nachhaltige Weise
fortgeführt werden kann.“

Die Erarbeitung eines Instrumentariums zur Erreichung der Ziele ist weiteren Verhandlungen überlassen, den sogenannten UN-Klimakonferenzen (englisch Conference of the Parties, kurz COP).
Ein wesentlicher Meilenstein dieser Verhandlungen wurde fünf Jahre später in Form des Kyoto-Protokolls erreicht. Eine der Maßnahmen, die die Vereinbarungen des Kyoto-Protokolls verwirklichen, war ein Emissionsrechtehandel, der weltweit Staaten und Unternehmen die Möglichkeit gab, von eigenen Investitionen in den Klimaschutz zu profitieren.
Eines der größten Probleme der Klimapolitik ist – neben der Verweigerungshaltung der USA – die Forderung vieler Entwicklungsländer, nicht durch Klimaschutzverpflichtungen in ihrer industriellen Entwicklung gehindert zu werden. Dort besteht ein Zielkonflikt mit der Entwicklungspolitik, der nicht gänzlich gelöst werden kann. Die Entwicklungspolitik berücksichtigt jedoch Forderungen des Klimaschutzes zunehmend dadurch, dass sie sich auf den Transfer von moderner, „sauberer“ Technik konzentriert, die nach Möglichkeit den Bedürfnissen der Entwicklungsländer angepasst ist.
Aus dem 4. UN-Klimabericht (2007) ging hervor, dass der weltweite Ausstoß an Treibhausgasen bis spätestens 2015 hätte stabilisiert werden müssen, um die schlimmsten Folgen des Klimawandels noch abzuwenden. Ab diesem Zeitpunkt hätten die Treibhausgas-Emissionen nicht weiter ansteigen dürfen.
Auf der Klimakonferenz in Bali im Dezember 2007 verständigten sich 186 Staaten (unter Einschluss der USA, der Volksrepublik China und Indiens) auf die Aushandlung eines neuen Klimaschutzabkommens bis 2009 und dessen Ratifizierung bis 2012. Dieses Abkommen sollte das von 21 Staaten nicht ratifizierte Kyoto-Protokoll ablösen, dessen erste Verpflichtungsperiode 2012 endete. Nur als Fußnote aufgenommen wurden wissenschaftlich begründete Forderungen, wonach die Industrieländer ihre Emissionen bis 2020 um 25 bis 40 Prozent unter das Niveau von 1990 zurückführen müssten. Die „Bali-Roadmap“ besagt u. a., dass alle Industrieländer ihre Emissionen „quantitativ und in einer vergleichbaren Weise“ zu reduzieren haben, sowie dass die sogenannten Entwicklungsländer mit Unterstützung der Industrieländer „messbare und überprüfbare“ Beiträge zur weltweiten Emissionsminderung zu erbringen haben. Die Kopenhagen-Klimakonferenz 2009 scheiterte jedoch, ohne dass ein Vertragswerk wie geplant geschlossen werden konnte. Ein solches Kyoto-Nachfolgeabkommen sollte erst mit erheblicher Verzögerung auf dem UN-Klimagipfel 2015 in Paris verabschiedet werden.
Im Jahr 2010 in Doha einigte sich die Staatenwelt darauf, die globale Erwärmung auf unter 2 Grad zu begrenzen. Mit diesem 2-Grad-Ziel wurde konkretisiert, was die Teilnehmerländer als „gefährliche anthropogene Störung“ ansehen. Wirksamer Klimaschutz durch weltweite Verringerung des Treibhausgas-Ausstoßes ist nach einer Studie des Potsdam-Instituts für Klimafolgenforschung (PIK) bezahlbar und volkswirtschaftlich sinnvoll. Um das 2-Grad-Ziel einzuhalten, wird mit Kosten für den Klimaschutz von einem Prozent des weltweiten Sozialprodukts gerechnet. Von entscheidender Bedeutung sind gemäß IPCC die forcierte Entwicklung der erneuerbaren Energien, die wirksame Steigerung der Energieeffizienz und die Abscheidung und Einlagerung von CO2.
Beim G7-Gipfel auf Schloss Elmau 2015 beschlossen die Industrienationen, bis zum Ende des Jahrhunderts vollständig aus fossilen Energien auszusteigen. Zugleich deutete sich eine Trendwende bei Kernparametern der internationalen Klimapolitik an, was globale CO2-Emissionen, erneuerbare Energien und die Kohlenutzung betrifft: Die energiebedingten CO2-Emissionen stagnierten erstmals im Jahr 2014 trotz starkem Weltwirtschaftswachstum, die Kosten erneuerbarer Energien fielen deutlicher als erwartet, erneuerbare Energien wurden schneller ausgebaut als prognostiziert, und der Ausbau an Kohlekraftwerken verlor an Dynamik.
Auf dem Weltgipfel für nachhaltige Entwicklung 2015 in New York haben die 193 aktuellen Mitgliedsstaaten der UNO weltweite Ziele für nachhaltige Entwicklung (SDGs, Sustainable Development Goals, deutsch „nachhaltige Entwicklungsziele“, kurz Agenda 2030) einstimmig verabschiedet. Das Ziel Nummer 13 beinhaltet Sofortmaßnahmen, um den Klimawandel und seine Auswirkungen zu bekämpfen. Basierend auf diesen Entwicklungszielen leiten Kommunen Lokale Nachhaltigkeitsstrategien ab. In Deutschland wird die Erarbeitung und Implementierung kommunaler Nachhaltigkeitsstrategien unter dem Betriff „Global Nachhaltige Kommune“ von der Servicestelle Kommunen in der Einen Welt unterstützt.
Auf der Pariser Klimakonferenz der Vereinten Nationen im Dezember 2015 gelang es den teilnehmenden Staaten der Klimarahmenkonvention, sich auf ein neues Klimaabkommen zu einigen, das 2016 in Kraft trat. Im Abkommen setzen sich die Vertragsparteien das Ziel, den Anstieg der globalen Durchschnittstemperatur (gerechnet ab der Industrialisierung) „deutlich unter + 2 Grad“ Celsius zu halten. Es sollen überdies Anstrengungen unternommen werden, den Anstieg möglichst auf + 1,5 Grad Celsius zu begrenzen. Darüber hinaus haben die Vertragsparteien sogenannte „Intended Nationally Determined Contributions“ (INDC) übernommen, die angeben, wie stark der jeweilige Staat / Staatengruppe seine Treibhausgasemissionen bis 2025 / 2030 reduzieren möchte (Industrieländer) bzw. deren Anstieg begrenzen möchte (Schwellen- und Entwicklungsländer), um so jeweils einen nationalen Beitrag zur Erreichung der o. g. globalen Temperaturziele zu leisten. Die Einhaltung der INDC ist jedoch nicht mit Sanktionen bewehrt, d. h. ein Staat, der sein INDC nicht einhält, muss höchstens mit einem Verlust internationaler Reputation rechnen (derlei hat Länder wie z. B. Kanada in der Vergangenheit nicht davon abgehalten, seine im Kyoto-Protokoll eingegangenen Reduktions-„Verpflichtungen“ später zu ignorieren und zu verletzen). Selbst wenn alle Staaten / Staatengruppen ihre derzeitigen INDC tatsächlich pflichtbewusst einhalten würden, würden wesentlich mehr Treibhausgasemissionen ausgestoßen als mit den im Pariser Vertrag genannten Temperaturzielen verträglich ist: bei Umsetzung aller aktuellen INDC besteht eine Wahrscheinlichkeit von 50 %, dass bis 2100 der globale Temperaturanstieg mehr als + 2,7 Grad Celsius beträgt (so das Ergebnis der Berechnungen des Climate Action Trackers; das MIT kommt gar auf einen Wert von 3,7 Grad Celsius). Es besteht also bislang ein deutliches Missverhältnis zwischen den offiziellen Zielen des Pariser Klimavertrags und dessen Hauptinstrument zu deren Erreichung, den INDC der Staaten (jedenfalls in ihrer aktuellen Form). Im Vertrag ist deshalb auch niedergelegt, dass die Staaten ab 2020 alle 5 Jahre regelmäßig neue, ambitioniertere INDC vorlegen sollen. Die verbleibende Zeit zur Einhaltung der Ziele ist jedoch sehr knapp: will man das 1,5 Grad-Ziel mit 66 % Wahrscheinlichkeit einhalten, dürften nur noch ca. 5 Jahre lang die aktuellen jährlichen globalen CO2-Emissionen ausgestoßen werden (und danach gar keine mehr); beim 2 Grad-Ziel sind es (bei 66 % Wahrscheinlichkeit) ca. 21 Jahre. Diese Daten gelten jedenfalls dann, wenn man auf unzureichend erforschte, möglicherweise sehr gefährliche und in ihrer tatsächlichen Wirksamkeit ungewisse Technologien für sogenannte „negative Emissionen“ (Techniken, mit denen man der Luft CO2 entzieht) verzichtet.
Nach Angaben des Allianz Climate & Energy Monitor 2016 laufen die G20-Länder Gefahr, ihre bei der UN-Klimakonferenz in Paris 2015 vereinbarten Klimaziele zu verfehlen. Verantwortlich dafür ist eine wachsende Lücke zwischen den aktuellen Investitionen in erneuerbare Energien und dem zukünftigen Bedarf. So benötigen die G20-Länder Investitionen in Höhe von rund 710 Milliarden US-Dollar jährlich bis 2035, um die Klimaziele zu erfüllen. Die für Investoren attraktivsten Länder sind Deutschland, Großbritannien, Frankreich und China.
Am 12. Dezember 2020 forderte der Generalsekretär der Vereinten Nationen António Guterres alle Länder dazu auf, den Klimanotstand auszurufen.
Auf der UN-Klimakonferenz in Glasgow 2021 (COP 26) verpflichteten sich die Unterzeichnerstaaten einer von den USA und der EU gestarteten Selbstverpflichtungskampagne, ihren Methanausstoß bis 2030 um mindestens 30 Prozent gegenüber dem Emissionsniveau von 2020 zu senken. Die teilnehmenden Länder stehen laut EU-Angaben für mindestens 70 Prozent der Weltwirtschaft und etwa die Hälfte der durch menschliches Handeln verursachten Methanemissionen. Nach Erhebungen der Weltorganisation für Meteorologie (WMO) vollzog sich gerade in diesem Jahr 2021 der höchste Anstieg der Methan-Konzentration in der Atmosphäre seit Beginn der systematischen Messungen.

## Afrika
Zahlreiche wissenschaftliche Untersuchungen belegen, dass Afrika mit seinen geringen CO2-Emissionen als Region weltweit am wenigsten zur Erderwärmung und zum Klimawandel beigetragen hat, jedoch am meisten davon betroffen ist. Trotz der Zunahme der CO2-Emissionen zwischen 1990 und 2004 um 45 % machen die 48 Länder Sub-Sahara Afrikas und damit 11 % der Weltbevölkerung nach wie vor nur 2 % der weltweiten CO2-Emissionen aus. Hinzu kommt, dass der afrikanische Kontinent aufgrund seiner niedrigen industriellen Entwicklung nichts zur historischen Anreicherung von Treibhausgasen beigetragen hat. Armut hat hier wohl die stärkste Begrenzung der Emissionen bewerkstelligt. Während die technischen Emissionen aus fossilen Energie- und Transportquellen äußerst marginal sind und zudem aus nur 15 Ländern sind, stammt ein größerer CO2-Ausstoß aus Abholzung und Entwaldung. Schließlich gibt es in Afrika große Regenwälder wie die Wälder in den Küstengebieten Westafrikas und in Zentralafrika. Das zweitgrößte Regenwaldgebiet der Erde im Kongo-Becken würde bei fortgesetzter Rodung in gleicher Höhe bis 2050 um 40 % schrumpfen. Insgesamt schrumpfen Afrikas Wälder, die 21 % der Gesamtfläche ausmachen, laut FAO derzeit um 0,62 % pro Jahr, verbunden mit der Reduzierung von wichtigen CO2-Speicherkapazitäten. Fortgesetzte Abholzungen, die wirtschaftliche Entwicklung und nachholende Industrialisierung werden die Emissionen in Afrika erhöhen. Insbesondere die Bevölkerungsentwicklung wird ein signifikanter Faktor für die Mehremissionen in Afrika sein. Das Bevölkerungsprogramm der Vereinten Nationen (UNPP) geht in seinen Projektionen für das Jahr 2050 von einer Verdoppelung bis hin zu einer Verdreifachung der Bevölkerung Afrikas auf 2 bzw. 3 Milliarden Menschen aus. Während erwartet wird, dass die Emissionen der Industrieländer auf hohem Niveau stagnieren werden oder etwas rückläufig sind, werden in Zukunft die Mehremissionen aus Entwicklungsländern und gerade auch aus Afrika stammen.
Was die gegenwärtigen Auswirkungen des Klimawandels betrifft, gibt es regional große Unterschiede. Der Weltklimarat stellt nüchtern fest, dass gerade wirtschaftlich ohnehin schwache Regionen vom Klimawandel am stärksten gefährdet, zugleich am anfälligsten für klimabedingte Schäden und somit einem multiplen Stress ausgesetzt sind. Afrika wird dabei aufgrund der zahlreichen und verschiedenartigen Auswirkungen des Klimawandels und der geringen Anpassungskapazitäten daran als besonders gefährdet hervorgehoben. Die Afrikanische Entwicklungsbank beziffert die derzeitigen Kosten des Klimawandels auf 3 % der jährlichen Wirtschaftsleistung des Kontinents. Dies schließt die notwendigen und zu erwartenden Kosten für Anpassungsmaßnahmen nicht ein. Was künftige Auswirkungen des Klimawandels auf Afrika und künftige Gefährdungen betrifft, so weist der Weltklimarat für Afrika auf ein Informationsdefizit bei Niederschlagsmengen, Dürren und der Häufigkeit von tropischen Zyklonen hin. Afrikas „information gap“ hängt damit zusammen, dass es nur ein Achtel der meteorologischen Stationen pro Quadratkilometer hat, die von der Weltmeteorologischen Organisation (WMO) empfohlen werden. Vor diesem Hintergrund stellt der Spezialbericht des Weltklimarates zu „Climate Change and Water“ (2008) anhand mehrerer Niederschlagsprognosen fest, dass es höchst unterschiedliche und zum Teil widersprüchliche Vorhersagen für Afrika gibt, basierend auf den zahlreichen und unterschiedlichen Faktoren, Indikatoren und Kriterien, die den jeweiligen Projektionen zugrunde liegen. Aussagen zu künftigen Auswirkungen seien daher substantiell unsicher. Dieser wissenschaftlich fundierte Einwand darf vermutlich – cum grano salis – auch auf andere Bereiche übertragen werden, soll aber nicht missverstanden werden als Versuch, die möglichen Auswirkungen des Klimawandels in Afrika insgesamt zu verharmlosen, sondern soll deren – bis auf weiteres – teilweise hypothetischen, da hochkomplexen Charakter zum Ausdruck bringen. Nichtsdestotrotz festigt sich in der wissenschaftlichen Literatur ein gewisser Trend mit relativ belastbaren Prognosen für die Bereiche und Regionen in Afrika, die von den Auswirkungen des Klimawandels betroffen sein werden. Der Weltklimarat hebt in einem Spezialbericht über künftige Auswirkungen des Klimawandels folgende Bereiche für Afrika hervor: Wasser, Energie, Gesundheit, Landwirtschaft, Ökosysteme, Küstengebiete, Tourismus, Siedlungen, Industrie und Infrastruktur.

## Amerika

### Kanada

#### Verfehlung der Verpflichtungen im Kyoto-Protokoll
Kanada hatte das Kyoto-Protokoll am 29. April 1998 unterzeichnet. Die Ratifizierung erfolgte am 17. Dezember 2002. Im Dezember 2011 gab Kanadas Umweltminister Peter Kent jedoch den vorzeitigen Ausstieg aus dem Protokoll bekannt. Kent verwies dabei auf den nach seiner Auffassung unzureichenden internationalen Rückhalt für das Protokoll. Diese Entscheidung stieß weltweit auf massive Kritik aus der Politik und seitens der Umweltschutz- und Klimaverbände. Der WWF bezeichnete den Ausstieg als „staatlich organisierte Verantwortungslosigkeit“ und die Begründungen als „Scheinheiligkeit“. Greenpeace sprach von einem „unverantwortlichen und egoistischen Verhalten“. und Bundesumweltminister Röttgen von einem „völlig inakzeptable[n] Verhalten“.
Mit dem Ausstieg aus dem Kyoto-Protokoll vermeidet Kanadas Regierung Strafzahlungen an die UN aufgrund der deutlich verfehlten Ziele: Kanada hatte sich im Kyoto-Protokoll verpflichtet, die Treibhausgas-Emissionen bis 2012 um 6 Prozent zu senken. Im Jahr 1990 betrugen die Treibhausgas-Emissionen 598,9 Millionen Tonnen CO2-Äquivalent, im Jahr 2004 758,1 Millionen Tonnen CO2-Äquivalent. Das bedeutet, dass die Treibhausgas-Emissionen in diesem Zeitraum um 26,6 Prozent angestiegen sind. Noch dramatischer ist der Anstieg der CO2-Emissionen in diesem Zeitraum. Im Jahr 1990 betrugen die CO2-Emissionen 460 Millionen Tonnen, im Jahr 2004 593 Millionen Tonnen. Somit sind die CO2-Emissionen in diesem Zeitraum um 28,9 Prozent angestiegen.
Die Gesamtsumme der Treibhausgas-Emissionen betrug in den Jahren 2004 und 2005 747 Millionen Tonnen CO2-Äquivalent, was einem leichten Anstieg gegenüber dem Niveau von 2003 entspricht. Der Langzeittrend zeigt Emissionen im Jahr 2005, die 25,3 Prozent über dem revidierten Wert von 1990 lagen bei einer Gesamtsumme von 596 Millionen Tonnen und repräsentiert ein Niveau von 32,7 Prozent gegenüber dem Kyoto-Ziel.

#### Klimaschutz-Index
Beim Klimaschutz-Index 2019 liegt Kanada auf Platz 54 von 56 untersuchten Staaten und der EU und steigt somit im Vergleich zum Klimaschutz-Index 2018 um drei Ränge ab. Experten kritisieren, dass auf föderaler Ebene nicht genug klimapolitische Maßnahmen durchgesetzt würden.

#### Positionen zum Klimaschutz
Kanada will seine Industrie zu einer deutlichen Reduzierung der Treibhausgas-Emissionen verpflichten. Der Klimaschutzplan fordert eine Senkung der Treibhausgas-Emissionen bis 2020 um 20 Prozent auf der Grundlage des Jahres 2006. Die Schwerindustrie mit dem Öl- und Gassektor soll schon 2010 ihre Emissionen um 18 Prozent senken. Der kanadische Umweltminister John Baird bekräftigte, dass Kanada die Klimaschutzziele des Kyoto-Protokolls nicht verwirklichen könne. Die Einhaltung würde zu unzumutbaren wirtschaftlichen Einbußen führen.
Der „Nationale Runde Tisch für Umwelt und Ökonomie“ erklärte, dass bis zum Jahr 2050 die Treibhausgas-Emissionen gegenüber dem Jahr 2003 um 65 Prozent gesenkt werden sollen. Die Unternehmen, die dieses Ziel verfehlen, müssen ab 270 Kanadische Dollar für jede Tonne CO2 darüber hinaus bezahlen.
Ein im April 2007 verabschiedeter Plan der kanadischen Regierung besagt, dass eine Tonne CO2 im Jahr 2013 20 Kanadische Dollar kosten würde. Dieser Preis würde dann von Jahr zu Jahr in entsprechenden Raten wachsen. Der kanadische Umweltminister sagte, sein Plan sehe vor, die Treibhausgas-Emissionen bis zum Jahr 2050 gegenüber dem Jahr 2006 um 60 bis 70 Prozent zu senken.
Die kanadische Regierung bat den „Runden Tisch“, der sich aus Umweltschützern und Vorständen der Industrie zusammensetzt, um Rat zur Senkung der Emissionen. Der „Runde Tisch“ will nach 2007 einen Abschlussbericht herausgeben.
Der Ex-Vizepräsident der USA, Al Gore, hat am 28. April 2007 die Emissionsziele der kanadischen Regierung als „Betrug“ bezeichnet. Gore wies darauf hin, dass die kanadische Regierung das Konzept des „Intensitätsabbaus“ von Denkfabriken in Texas übernommen habe. Dieses Konzept würde von den großen Energieunternehmen wie Exxon finanziert werden.
Das Beispiel Kanadas könnte Schule machen und auch andere Länder dazu bewegen, von ihren Verpflichtungen im Kyoto-Protokoll Abstand zu nehmen. Von den kanadischen Umweltschutzverbänden werden die neuen Emissionsziele der kanadischen Regierung als völlig unzureichend eingeschätzt.
Der Vorsitzende des „National Round Table on the Environment and the Economy“, Glenn Murray, erklärte am 22. Juni 2006, dass mehr Kernenergie notwendig sei, um das Ziel der Verminderung der Treibhausgas-Emissionen Kanadas um 40 Prozent bis 2050 gegenüber dem gegenwärtigen Niveau zu erreichen. Dies könnte trotz der Verdopplung sowohl der Bevölkerung als auch der wirtschaftlichen Aktivität geschehen. Darin eingeschlossen ist die starke Zunahme von Energieexporten, hauptsächlich Albertas Ölsand.
Die CO2-Emissionen Kanadas sind seit dem Pariser Abkommen zwischen 2016 und 2019 um 3,3 Prozent angestiegen. 2016 hat Kanadas Wald theoretisch 152 Megatonnen CO2 gespeichert. Enorme Waldbrände im Jahr 2016 und ein Absterben von Bäumen durch massiven Käferbefall, der Bäume haben aus dem Wald als CO-Speicher in 2016 aber tatsächlich in der Bilanz einen Treibhausgasproduzenten von 92 Megatonnen CO2 gemacht. Im April 2021 hat die Regierung Trudeau beschlossen, die Emissionen bis 2030 um 40 Prozent zu reduzieren, verglichen mit dem Stand von 2005.

#### Übersichten
Am 28. September 2006 hat der Bevollmächtigte für Umwelt und nachhaltige Entwicklung den Bericht 2006 zum Klimawandel veröffentlicht. Der Bericht beschreibt, dass, obwohl die Bundesregierung seit 1992 Billionen von Dollar investiert hat, um die Verpflichtungen zur Senkung der Treibhausgas-Emissionen zu erfüllen, Kanadas Treibhausgas-Emissionen im Jahr 2004 26,6 Prozent über dem Niveau von 1990 lagen. Der Bevollmächtigte forderte die kanadische Regierung auf, einen glaubwürdigen Plan zur Auseinandersetzung mit den Konsequenzen des Klimawandels zu entwickeln. Der Plan müsse Verpflichtungen zu spezifischen Aktionen, einschließlich eines Zeitrahmens, enthalten.

#### Clean Development Mechanism (CDM) und Joint Implementation (JI)
Kanadas Clean Development Mechanism (CDM) & Joint Implementation (JI) Office wurde 1998 gegründet, um Kanadas Leistungsfähigkeit zur Nutzung der Kyoto-Mechanismen zu maximieren. Damit soll Kanada geholfen werden, seine Emissionsverpflichtungen in einer kosteneffektiven Weise zu erfüllen. Das Office fungiert als Schnittstelle für CDM und JI und hat den Auftrag, die Beteiligung der kanadischen Privatwirtschaft an den Projekten zu fördern. Für diese Projekte werden unter Umständen Kredite bereitgestellt.
Unter dem „Aktionsplan 2000“ hat das CDM & JI Office Geldmittel in Höhe von über 25 Millionen Dollar für die Periode von Februar 2001 bis Juni 2006 erhalten, um die drei folgenden Ziele weiterzuführen:
- Erhöhung der Leistungsfähigkeit Kanadas, um den höchsten Nutzen bei den Kyoto-Mechanismen zu erreichen. Darin eingeschlossen sind: CDM, JI und Emissionshandel.
- Unterstützung und Begünstigung Kanadas bei der Teilnahme am Kyoto Mechanism durch Bewusstseinsbildung, Förderung kosteneffektiver Möglichkeiten und Senkung der Geschäftskosten. Verbunden damit ist das Engagement für Entwicklungs- und Schwellenländer.
- Unterstützung Kanadas bei der Beschaffung von Emissionsreduktionskrediten für CDM- und JI-Projekte entsprechend den internationalen Regeln und Richtlinien, welche Kanada beim Erreichen seines Kyoto-Ziels unterstützen können.

Das CDM & JI Office arbeitet unter der Hauptführung eines Lenkungsausschusses (bestehend aus Vertretern von Natural Resources Canada, Environment Canada, Industry Canada, Canadian International Development Agency, Agriculture Canada und dem Climate Change Secretariat), welcher bei Entscheidungen bezüglich bedeutender Aufwendungen, Programmhinweisen und Projektzustimmungen konsultiert wird.
Kanadas Ziele zur Reduzierung der Treibhausgas-Emissionen unter dem Kyoto-Protokoll werden von der konservativen Minderheitsregierung in der bevorstehenden Gesetzgebungsplanung für den Klimawandel ausgeschlossen, erklärte Umweltminister Baird am 23. April 2007.
Unabhängig davon können die kanadischen Unternehmen den Kyoto CDM nutzen, um die Umweltverschmutzung auf dem Wege der CERs auszugleichen. Baird sagte, dies solle Kanada helfen, die Reduktionsziele zu erreichen, die innerhalb weniger Tage angekündigt würden.

#### Emissionshandel
Die kanadische Regierung hat den lokalen Unternehmen verboten, am Emissionshandel unter dem Kyoto-Protokoll teilzunehmen.
Die Regierung erlaubt den Handel der Emittenten innerhalb ihrer Volkswirtschaft, um der Nation zu helfen, ihre Emissionen zu reduzieren. Die kanadische Regierung beabsichtigt, ein nationales Emissionshandelssystem als Teil einer „made in Canada“-Klimapolitik zu entwickeln. Dieses Emissionshandelssystem könnte innerhalb weniger Wochen veröffentlicht werden. Anders als in Europa wird Kanada nicht in das System für die Kyoto-Verpflichtungen von 2008 bis 2012 eingebunden werden.
Umweltminister Baird erklärte, dass die Teilnahme am internationalen Emissionshandelsmarkt verboten sei. Eine solche Teilnahme würde den kanadischen Unternehmen erlauben, Emissionsrechte von überseeischen Teilnehmern zu kaufen, um ihre inländischen Emissionszuteilungen zu ergänzen oder nicht benötigte überschüssige Rechte gewinnbringend zu verkaufen.
Während Baird den internationalen Handel mit Kyoto-Emissionsrechten untersagt hat, hat er eine Möglichkeit eingeräumt, den kanadischen Unternehmen den Handel mit CERs unter dem Kyoto CDM zu ermöglichen.
Der inländische Emissionshandel ist ein wichtiger Bestandteil der marktorientierten Vorgehensweise der Regierung zur Reduzierung der Treibhausgas-Emissionen und Luftschadstoffe. Das Emissionshandelssystem für Treibhausgase, das Bestandteil des Regulierungssystems ist, besteht aus folgenden Komponenten:
- Ein zwischenbetriebliches Handelssystem, durch das die in die Regelung einbezogenen Unternehmen unter sich Emissionskredite kaufen und verkaufen können. Dies ist die zentrale Komponente.
- Ein inländisches Aufrechnungssystem, das den in die Regelung einbezogenen Unternehmen erlaubt, in überprüfte Emissionsreduzierungen außerhalb des Regulierungssystems zu investieren.
- Zusätzlich haben kanadische Unternehmen Zugriff auf bestimmte Kredite des Kyoto CDM in Übereinstimmung mit den Regulierungen.[40]

#### Maßnahmen
Am 26. April 2007 verkündete Kanadas Umweltminister einen Aktionsplan zur Reduzierung der Treibhausgas-Emissionen und der Luftverschmutzung, bei dem, zum ersten Mal überhaupt, die Industrie gezwungen wird, die Treibhausgas-Emissionen und die Luftverschmutzung zu reduzieren.
Die Ziele für die Industrie, die mit anderen Aktionen kombiniert sind, sollen den Klimawandel bremsen. Unter der früheren Regierung sind die Treibhausgas-Emissionen von Jahr zu Jahr gestiegen. Die neue Regierung Kanadas will die Emissionen bis zum Jahr 2020 um 150 Megatonnen senken.
Zusätzlich zu den Maßnahmen zur Reduzierung der Emissionen der Industrie, fühlt sich die Regierung veranlasst, sich den Emissionen des Verkehrs zu widmen. Dies soll dadurch realisiert werden, dass zum ersten Mal überhaupt die Kraftstoffeffizienz von Pkws und Kleintransportern reguliert wird. Beginnen soll das im Modelljahr 2011.
Die Regierung bekräftigt, ebenfalls Energieeffizienz-Standards für eine Reihe von Energie verbrauchenden Produkten, einschließlich Glühlampen, einzuführen. Zum ersten Mal überhaupt, hat sich die Regierung dazu bekannt, die dringend benötigten Schritte zu unternehmen, um die Luftqualität in Gebäuden zu verbessern. Sie hat sich verpflichtet, die entsprechenden Maßnahmen durchzuführen.
Im Regulierungssystem für die industriellen Luftemissionen vom 2. Mai 2007 sind die Ziele im Einzelnen festgelegt.
Vorhandene Mittel:
- 6 Prozent Verbesserung in jedem Jahr von 2007 bis 2010, Durchsetzbarkeit einer 18-prozentigen Reduzierung der Emissionsintensität des Jahres 2006 bis zum Jahr 2010.
- danach jährlich eine 2-prozentige Verbesserung.

Neue Mittel:
- 3 Jahre begrenzter Aufschub;
- Standard für alternative Kraftstoffe;
- jährlich eine 2-prozentige Verbesserung.[42]

Die Regierung Kanadas hat signalisiert, bis zum Jahr 2012 den Verkauf von Glühlampen zu untersagen. Dadurch sollen die Energieeffizienz erhöht und die Emissionen von Treibhausgasen reduziert werden. Kanadas Energieminister Gary Lunn erklärte, dass durch den Einsatz von Energiesparlampen eine Senkung der CO2-Emissionen von 6 Millionen Tonnen erfolgen könnte. Ein weiterer Vorteil bestehe darin, dass die Energiekosten je Haushalt im Jahr um 50 Kanadische Dollar sinken würden.
Eine neue Steuer auf Treibhausgasemissionen und ein Handelssystem für CO2-Zertifikate sollen bis 2050 das Land emissionsneutral machen. Zinsfreie Darlehen für Hausbesitzer, die ihr Eigenheim energieeffizient umrüsten, sowie die Anpflanzung von 2 Millionen Bäumen sind vorgesehen.

#### Internationale Zusammenarbeit
Die EU und Kanada sind sich in ihren Klimaschutzzielen im Wesentlichen einig. Das erklärte Bundeskanzlerin Angela Merkel als EU-Ratsvorsitzende am 4. Juni 2007 bei einem Treffen mit dem kanadischen Premierminister Stephen Harper. Kanada steht ebenso wie die EU und Deutschland für verbindliche Ziele wie die Senkung der Treibhausgas-Emissionen um 50 Prozent bis zum Jahre 2050. Ebenso ist Kanada damit einverstanden, die Führung der UN beim internationalen Klimaschutz anzuerkennen.

#### Erneuerbare Energien
Am 19. Januar 2007 kündigte Premierminister Stephan Harper mehr als 1,5 Billionen Dollar für die Finanzierung der „ecoEnergy Renewable Initiative“ an, um die Versorgung Kanadas mit erneuerbaren Energien zu erhöhen.
Für die erste Komponente der Initiative, die „ecoEnergy“ für erneuerbare Stromquellen, werden 1,48 Billionen Dollar investiert, um Kanada mit alternativer Elektrizität aus erneuerbaren Quellen wie Wind, Biomasse, kleine Wasserkraftwerke und Meeresenergie zu versorgen. Ein 10-Jahres-Förderungsprogramm wird eingerichtet, um geeignete Projekte zu finanzieren, die für die nächsten vier Jahre aufgestellt werden.
Die zweite Komponente, die „ecoEnergy“ für erneuerbare Wärme, sieht mehr als 35 Millionen Dollar vor. Damit soll die Stimulierung und die Unterstützung der Industrie finanziert werden, um das Wachstum der Übernahme der erneuerbaren Wärmetechnologien für die Wasser- und Raumheizung wie Solar- und Warmwasserheizungen zu fördern. Zusätzlich werden Projekte für auf Wohnraum bezugnehmende Solarheizungstechnologien mit Partnern wie Dienstleistungsunternehmen und öffentlichen Organisationen erforscht.
Diese Investition wird 4.000 Megawatt an erneuerbaren Energien erzeugen, was zu der gleichen Reduzierung von Treibhausgas-Emissionen führt, als wenn man eine Million Autos von der Straße nehmen würde. Ebenso werden dadurch bedeutende Reduzierungen anderer Luftschadstoffe erreicht. Die „ecoEnergy“-Initiativen zur Erhöhung der Versorgung mit alternativen Energien sollen helfen, die Energie Kanadas effizienter zu nutzen sowie die Luftverschmutzungen und Treibhausgas-Emissionen von konventionellen Energiequellen zu reduzieren.
In Kanada soll der Anteil der Windenergie an der Gesamtenergieerzeugung bis zum Jahr 2012 verzehnfacht werden. Im September 2004 betrug die installierte Gesamtleistung 439 Megawatt. Bis zum Jahr 2012 soll die installierte Gesamtleistung auf 4.500 bis 5.000 Megawatt erhöht werden. Die Gesamtleistung von 4.500 Megawatt durch die Windenergie würde einer Investition von fast 7 Milliarden Kanadischen Dollar entsprechen.
Nach der Windenergie gerät nun auch die Solarenergie in Schwung. Die Industrie hofft jetzt auf einen kommerziellen Durchbruch durch die ersten großen Solarprojekte im Süden der Provinz Ontario.
Das Förderprogramm der Provinz Ontario für erneuerbare Energien hat das deutsche Modell als Vorbild. Das sogenannte „Standard Offer Program“ bewilligt den Betreibern von Photovoltaik-Projekten einen Abnahmepreis von 42 Kanadischen Cent je kWh für eine Laufzeit von 20 Jahren.
Auf zentralstaatlicher Ebene hilft die kanadische Regierung finanziell beim Aufbau von gewerblichen thermoelektrischen Anlagen mit einem 25-prozentigen Nachlass bis maximal 80.000 Kanadischen Dollar. Bei einer Umrüstung von Häusern zur Erhöhung der Energieeffizienz erhalten die Eigentümer bei der Nutzung von Solar-Wasserheizungen einen Zuschuss von 500 Kanadischen Dollar.
Kanadas Premierminister kündigte am 5. Juli 2007 eine bedeutende Investition zur Steigerung der Produktion von Biokraftstoffen in Kanada an. Die Regierung will dafür 1,5 Billionen Dollar zur Verfügung stellen. Das soll in Form von Fördergeldern für die Dauer von 9 Jahren für die Produzenten von erneuerbaren Alternativen für Benzin und Dieselkraftstoffen erfolgen.

### Vereinigte Staaten

#### Klimaschutz-Index
Die USA sind die Nation mit dem zweithöchsten absoluten CO2-Ausstoß der Welt. Beim Klimaschutz-Index 2020 lagen die USA an der letzten Stelle mit dem 61. Platz. Während die USA auch bei den Bewertungen der letzten Jahre im unteren Bereich rangierten, erreichten sie nun erstmals den letzten Platz.
Der Anteil an den weltweiten CO2-Emissionen betrug nach dem Klimaschutz-Index 2006 22,9 Prozent. Nach dem Klimaschutz-Index 2007 (Stand 13. November 2006) beträgt der Anteil 21,82 Prozent. Wegen ihrer ablehnenden Haltung für das völkerrechtlich verpflichtende Kyoto-Protokoll stehen die USA international scharf in der Kritik. Bislang sind die Emissionen in jedem Jahr seit Inkrafttreten der Klimarahmenkonvention deutlich angestiegen. Gegenüber dem Referenzjahr 1990 des Kyoto-Protokolls stießen die USA 2004 um 15,6 Prozent mehr Treibhausgase aus. (Siehe Quellen: Klimaschutz-Index 2007)
Die Klimapolitik der USA setzt auf Bundesebene vorrangig auf bislang nicht erfolgreiche freiwillige Maßnahmen und Forschungsförderung. Einige Bundesstaaten (insbesondere Kalifornien) setzen regional strengere Regeln für Teilbereiche durch. Die wichtigste Umweltbehörde ist die US Environmental Protection Agency (EPA). Diese wird von Umweltschützern als untätig kritisiert. Im Jahr 2005 verklagte der Bundesstaat Massachusetts die EPA, um sie zu veranlassen, gegen den Ausstoß von Kohlendioxid vorzugehen. Mit seinem letztinstanzlichen Urteil vom 2. April 2007 hat sich der Supreme Court in diesem Verfahren überraschend auf die Seite der Klimaschützer gestellt. Die Richter lasten der EPA und damit der Regierung der Vereinigten Staaten schwerwiegende Versäumnisse in nahezu allen Bereichen des Klimaschutzes an. Das Urteil ist eine umfassende Kritik an der nationalen Klimapolitik und an den populistischen Debatten um ebendiese; es stellt den juristisch-kausalen Zusammenhang zwischen dem Menschen und dem vielfach geleugneten Klimawandel her. Dieses als historisch zu bezeichnende Urteil eröffnet die Möglichkeit und verpflichtet zu einem grundlegenden Umschwung der amerikanischen Klimapolitik.

#### Nationales Ziel der Klimapolitik der USA
Im Februar 2002 veröffentlichte die US-Regierung eine Strategie zur Senkung der Emissionen von Treibhausgasen der US-Wirtschaft um 18 Prozent im 10-jährigen Zeitraum von 2002 bis 2012. Die Einhaltung dieser Verpflichtung soll zu einer Senkung der CO2-Emissionen von 160 Millionen Tonnen bis 2012 führen.

##### 2006 – 2011-EPA-Strategic-Plan
Um dieses Ziel zu erreichen, wurde der 2006–2011-EPA-Strategic-Plan verabschiedet. Das erste der fünf Ziele dieses Planes umfasst Vorgaben für saubere Luft und zum Stopp der globalen Erwärmung.
Das Teilziel „Reduzierung der Treibhausgas-Emissionen“ enthält Unterziele für drei Bereiche (jeweils verglichen mit dem Niveau von 2002):
- Unterziel 1: Bis 2012 sollen im Gebäudesektor die CO2-Emissionen um 46 Millionen Tonnen reduziert werden.
- Unterziel 2: Bis 2012 sollen im Industriesektor die CO2-Emissionen um 99 Millionen Tonnen reduziert werden.
- Unterziel 3: Bis 2012 sollen im Verkehrssektor die CO2-Emissionen um 15 Millionen Tonnen reduziert werden.

Die EPA arbeitet bei den Klimaschutzprogrammen mit den anderen Ministerien und Behörden zusammen. Beispielsweise verwirklichen die EPA und das Energieministerium (Department of Energy DOE) gemeinsam das Energy Star Programm, um die Energieeffizienz zu erhöhen.

#### Klimawandel-Technologie-Programm
Die USA verfolgen das Ziel, mit Investitionen in bessere Energietechnologien erhebliche Reduzierungen bei den Treibhausgas-Emissionen zu erreichen. Das Klimawandel-Technologie-Programm (CCTP) wird vom Department of Energy (DOE) geleitet und ist in fünf Technologiebereichen organisiert, für die Arbeitsgruppen aufgebaut wurden. Die EPA arbeitet in allen Arbeitsgruppen mit und hat den Vorsitz der Arbeitsgruppe, die sich auf die Emissionsreduzierung von Nicht-CO2-Treibhausgasen konzentriert.

#### Klimawandel-Wissenschaft-Programm
Das Climate Change Science Programm (CCSP) ist ein wesentlicher Bestandteil des US-Klimaschutzprogramms. Das Hauptziel des CCSP besteht darin, das wissenschaftliche Verständnis der globalen Erwärmung und seiner Folgen zu verbessern.

#### Internationale Zusammenarbeit
Die USA beteiligen sich an internationalen Maßnahmen zum Stopp der globalen Erwärmung. Die EPA nimmt an multilateralen und bilateralen Aktivitäten teil. Sie geht Partnerschaften ein, in denen sie die Führungsrolle beansprucht, und stellt technische Fachkenntnisse bereit. Entsprechend ihrem Anteil an den UN-Mitgliedsbeiträgen sind die USA der größte Geldgeber bei Aktivitäten der United Nations Framework Convention on Climate Change (UNFCCC) und des Intergovernmental Panel on Climate Change (IPCC).
Die USA haben zwar das Kyoto-Protokoll unterschrieben, jedoch nicht ratifiziert, so dass es die USA nicht als verbindlich anerkennen. Begründet wurde dies von der US-Regierung damit, dass sie wirtschaftliche Nachteile gegenüber China und Indien befürchtet, weil diese Staaten als Schwellenländer nicht zur Reduzierung der Treibhausgas-Emissionen verpflichtet wurden.

#### Erneuerbare Energien
Der Anteil der erneuerbaren Energien beträgt beim Energieverbrauch der USA zurzeit (2006) 6 Prozent.
Die USA besitzen ein fast ungenutztes hohes Potential für erneuerbare Energien. Auf 25 % der Fläche der USA ist der Wind so stark, dass mit ihm Strom erzeugt werden kann, dessen Kosten nicht höher liegen als bei Kohle und Erdgas. Kalifornien liegt in den USA an erster Stelle bei der Nutzung der erneuerbaren Energien. Es bezieht 31 % seines Stromes aus erneuerbaren Energien. Die Menge des in Iowa erzeugten Ethanols reicht aus, um 50 % des Benzinbedarfs in diesem Bundesstaat abzudecken. Im Jahr 2006 belegten die USA nach Deutschland (20 GW Nennleistung) gemeinsam mit Spanien (je 12 GW) den zweiten Platz bei den Ländern, die die Windenergie nutzten.
Die Importabhängigkeit von Öl wird insbesondere unter Aspekten der internationalen Sicherheit kritisch gesehen. Das American Security Project wirbt daher für höhere Anstrengungen für Biokraftstoffe aus nachwachsenden Rohstoffen.

#### Klimapolitik unter George W. Bush
Der Umweltberater von Präsident George W. Bush, James Connaughton, hat Teile der UN-Vorschläge zur Bekämpfung des Klimawandels als zu teuer zurückgewiesen. Er befürchtet eine weltweite Wirtschaftskrise. Der 2007 erschienene Klimabericht enthalte Maßnahmen, die zu teuer seien, weil die notwendige Technologie nicht im erforderlichen Umfang zur Verfügung stehe.
US-Präsident Bush reagierte auf die Kritik des Obersten US-Gerichtshofes, der der US-Regierung unzureichendes Handeln beim Klimaschutz vorgeworfen hatte. Bush hat die Regierung angewiesen, die Regulierung des Benzinverbrauchs und der Abgase in Angriff zu nehmen. In den nächsten 10 Jahren soll der Benzinverbrauch um 20 Prozent gesenkt werden. Erreicht werden soll das durch schärfere Vorgaben für die Autohersteller und die verstärkte Förderung alternativer Kraftstoffe wie Ethanol. Bush lehnte weiterhin eine Festlegung nationaler Obergrenzen für die Emission von Treibhausgasen ab.
Laut Medienberichten soll der Bürgermeister von New York City, Michael Bloomberg, daran arbeiten, alle Taxis in der Metropole bis 2012 durch Hybridfahrzeuge zu ersetzen. Dies sei Teil seines Plans zur Reduktion der CO2-Emission in der Stadt.
Schrittweise, etwa 20 % pro Jahr, sollen die rund 13.000 Taxis ersetzt werden und so den Ausstoß um 200.000 Tonnen CO2 jährlich verringern.

#### Klimapolitik unter Barack Obama
Im US-Wahlkampf 2012 brachte der verheerende Hurrikan Sandy den Klimaschutz auf die Agenda der Politik. Selbst der ehemals republikanische Bürgermeister von New York Michael Bloomberg erinnerte nach „Sandy“ an die Verantwortung der Politik in dem Kampf gegen den Klimawandel: „Unser Klima ändert sich. Und während die Zunahme extremer Wetterlagen, die wir in New York und in der Welt erlebt haben, eine Folge davon sind oder nicht sein mögen, das Risiko, das es so sein könnte – angesichts der Zerstörung in dieser Woche – sollte alle gewählten Führer dazu zwingen, sofort zu Handeln“. Nach der Wiederwahl sprach der im Amt bestätigte Präsident Obama das Thema in seiner Dankesrede an; er hoffe, dass „unsere Kinder in einem Amerika leben, (…) das nicht durch die zerstörerischen Kräfte eines sich erwärmenden Planeten bedroht ist.“
Der NASA-Wissenschaftler James E. Hansen hat in einem persönlichen Brief an Barack Obama, mit Begleitschreiben an John Holdren, dringend darauf hingewiesen, dass die US-Politik sich nicht auf der Höhe der weltweiten Herausforderung bewege. Bislang verfolgte Ansätze zum Emissionsrechtehandel (wie etwa die Regional Greenhouse Gas Initiative) würden keineswegs ausreichen und vor allem zu lange Zeit beanspruchen, bevor sie wirksam würden. In den USA wird der Klimawandel vor allem auch unter Aspekten der internationalen Sicherheit diskutiert.
In den USA steigt der Anteil der Erneuerbaren Energien leicht an. Wie aus dem Jahresbericht 2012 zur weltweiten Lage der Erneuerbaren Energien (REN21) hervorgeht, erhöhte sich der Anteil Erneuerbarer Energien am Primärenergieverbrauch in den Vereinigten Staaten 2011 gegenüber dem Vorjahr um knapp einen Prozentpunkt auf 11,8 %. Anteil Erneuerbarer Energien an der Stromversorgung beträgt ohne Berücksichtigung der Wasserkraft mittlerweile 4,7 %, nach 3,7 % im Jahr 2009.
Barack Obama hat einen Kurswechsel in der Klimapolitik angekündigt. Im Dezember 2012 erklärte er den Kampf gegen den Klimawandel zu einem der drei wichtigsten Themen für die neue Amtszeit. In seiner Rede zur Amtseinführung im Januar 2013 stellte er den Kampf gegen den Klimawandel und den Ausbau Erneuerbarer Energien als Priorität für die kommenden Jahre heraus. Den Klimawandel nicht zu bekämpfen, wäre Verrat an „unseren Kindern“ und zukünftigen Generationen, so der Präsident. Im Zusammenhang mit dem Kampf gegen den Klimawandel kündigte er an, dass er die Erneuerbaren Energien verstärkt in den Fokus nehmen will. Die USA könnten es sich nicht mehr leisten, die diesbezügliche technologische Entwicklung und die damit verbundenen wirtschaftlichen Chancen allein anderen Nationen zu überlassen. Die USA dürften den globalen Umbau der Energiewirtschaft hin zu Erneuerbaren Energien nicht ignorieren und müssten nicht nur den Anschluss herstellen, sondern in der Umstellung führend werden. Er betonte dabei den Nutzen für die Umwelt in den USA, aber auch weltweit. Obama wandte sich zudem an die Klimaskeptiker und mahnte, über das vermehrte Auftreten starker Stürme, Dürren und Waldbrände nicht hinwegzusehen.
Im Juli 2013 stellte Obama bei einer Rede an der George Washington Universität seinen Klimaschutzplan vor. Er stellte fest, dass der Klimawandel existiert und bereits heute allgegenwärtig sei. Deshalb soll bis 2030 der jährliche CO2-Ausstoß um die Hälfte sinken, unter anderem mit strengeren Grenzwerten für Kohlekraftwerke. Darüber hinaus sollen staatliche Bürgschaften in der Höhe von sechs Milliarden Euro für „emissionsfreie Technologien“ bereitgestellt werden. Neben erneuerbaren Energien könnten dazu allerdings auch Atomkraftwerke oder effiziente Kohle- und Gaskraftwerke zählen. Daneben sollen bis 2020 über sechs Millionen Haushalte mit erneuerbaren Energien versorgt werden und die Energieeffizienz in Gebäuden um 20 % erhöht werden. In die Klimaforschung sollen alleine im Jahr 2014 2,7 Milliarden US-Dollar fließen. Beachtlich ist, dass Präsident Obama die Steuersubventionen für fossile Brennstoffe ab 2014 komplett streichen will, um das Ziel des G-20-Gipfels in Pittsburgh zu erreichen, die weltweiten Subventionen für Brennstoffe abzubauen. Damit der Plan nicht nur ein Plan bleibt, will Obama die Maßnahmen mit Verordnungen durchsetzen, damit sie von Klimaskeptikern im Kongress nicht blockiert werden können. Damit legt Obama als erster US-Präsident einen weitreichenden Plan zum Klimaschutz vor. Insbesondere treibt Obama die Verringerung der Emissionen von Kohlekraftwerken voran, da hierfür keine Zustimmung des Kongresses erforderlich ist.
Obgleich der Plan den Ausbau von Atom, Kohle und Fracking unberührt lässt, ist er für die US-amerikanische politische Landschaft eine klimapolitische Zäsur. So kommentiert Germanwatch: „Um keine Missverständnisse entstehen zu lassen: Natürlich fordern und brauchen wir mehr. Aber das Angekündigte geht an die Grenzen dessen, was angesichts der Blockade der Republikaner in den USA derzeit möglich ist.“
In Vorbereitung auf den UN-Klimagipfel 2015 in Paris kündigte Barack Obama an, die USA zu einem Vorreiter beim Klimaschutz zu machen. Hierfür hat die US-Umweltbehörde EPA im Juni 2014 ein Maßnahmenpaket erarbeitet. Ein zentraler Vorschlag ist das Vorhaben, dass sich die Emissionen von Kraftwerken zur Stromerzeugung bis 2030 um 30 Prozent verringern sollen. Weiterhin beabsichtigt Obama, Kohlekraftwerke außerhalb der Vereinigten Staaten nicht mehr finanziell zu unterstützen. Auf dem APEC-Gipfel in Peking im November 2014 kündigte Obama an, dass der CO2-Ausstoß der USA bis zum Jahr 2025 um 26 bis 28 Prozent sinken soll – gegenüber dem Jahr 2005.
Im August 2015 stellte Obama seinen Clean Power Plan vor. Darin sind erstmals landesweite Begrenzungen der Emissionen durch US-Kraftwerke vorgesehen. Die Kraftwerke müssen ihren Schadstoffausstoß bis 2030 um 32 Prozent im Vergleich zu 2005 verringern.

#### Klimapolitik unter Donald Trump
Der Rückzug der USA aus dem Paris-Abkommen trat am Tag nach der Abwahl Trumps in Kraft.
Im Gliedstaat Washington kam es am 6. November 2018 zu einer Abstimmung über die sogenannte «Initiative 1631», die Einführung einer Carbon-Emissionsgebühr von 15 $ pro Tonne CO2 zum 1. Januar 2020, die mit 56,5 % deutlich abgelehnt wurde.

#### Klimapolitik unter Joe Biden
Der gewählte US-Präsident Joe Biden hatte angekündigt, sein Land am ersten Tag im Amt, am 20. Januar 2021, wieder in den Klimavertrag zurückzuführen und dies dann auch gemacht. Biden hat den früheren US-Außenminister John Kerry als „Sonderbeauftragten für Klimafragen“ gewählt.
Auf dem „Leaders Summit on Climate“ vom 22. und 23. April 2021 verkündete die Regierung Biden eine Reduktion der
Treibhausgase bis 2030 um etwa 50 Prozent gegenüber 2005, 100 Prozent Ökostrom bis 2035, ein klimaneutrales Land bis 2050, Milliarden für Forschung, den Ausbau von Ökoenergie und neue Stromtrassen, den Aufbau einer E-Auto-Industrie und Ladestationen, sowie gedämmte Häuser.
Am 16. August 2022 verabschiedete die Regierung Biden das Infrastrukturgesetz, "das größte und wichtigste
Klimagesetz unseres Landes". Das Gesetz wird in den nächsten zehn Jahren Produzenten und Konsumenten von erneuerbarer Energie in den USA mit 369 Milliarden US-Dollar subventionieren. Das Department of Energy (DOE) wird bis zu 250 Milliarden US-Dollar an Unternehmen verleihen, die in die Energiewende investieren.

## Asien

### China
Am 12. November 2014 kündigte die Regierung der Volksrepublik China bei Verhandlungen mit den Vereinigten Staaten in Peking an, ab 2030 den Anteil der CO2-Emissionen erstmals zu vermindern. Bis dahin wird der Anteil aber weiter steigen. Im September 2020 erklärte Staatspräsident Xi Jinping vor der UN-Generalversammlung, dass China seine Klimaschutzbemühungen deutlich verstärken wolle und noch vor dem Jahr 2060 CO2-neutral sein werde. Im Dezember 2020 verkündete China, dass die Klimaintensität des Bruttoinlandsprodukts bis 2030 um 65 Prozent gegenüber 2005 sinken soll.

#### Klimaschutz-Index 2006/2007
Die Volksrepublik China ist die Nation mit dem höchsten CO2-Ausstoß der Welt. Beim Klimaschutz-Index 2006 lag sie auf Platz 29 von 53 untersuchten Staaten. Beim Klimaschutz-Index 2007 liegt sie auf Platz 54 von 56 untersuchten Staaten.
Der Anteil an den weltweiten CO2-Emissionen betrug nach dem Klimaschutz-Index 2006 14,9 %. Nach dem Klimaschutz-Index 2007 (Stand 13. November 2006) beträgt der Anteil 17,94 %. (Siehe Quellen: Klimaschutz-Index 2007)
Die Volksrepublik China hat das Ziel, den Ausstoß von Treibhausgasen im Jahr 2006 um 2 % zu senken, nicht erreicht. Deshalb wird die chinesische Regierung 6.066 Unternehmen, die im Verdacht stehen, die Umwelt schwer zu verschmutzen, umfassend kontrollieren.
Im Jahr 2010 hat China die USA als größten Verursacher von Treibhausgasen überholt. Als Ursache dafür gilt das rasante Wirtschaftswachstum des Landes.
Die Volksrepublik China hat das Kyoto-Protokoll unterzeichnet. Als Schwellenland gibt es für sie jedoch keine Einschränkungen zum Ausstoß von Treibhausgasen. In einem im April 2007 veröffentlichten Bericht hat die chinesische Regierung erklärt, dass sie sich in erster Linie auf das Wirtschaftswachstum und erst in zweiter Linie auf den Klimaschutz konzentrieren werde.
Wenige Tage nach der Ankündigung entsprechender Strategien durch die Vereinigten Staaten stellte die Volksrepublik China Anfang Juni 2007 ein eigenes Programm zur Eindämmung klimaschädlicher Treibhausgase vor. Das Land will den Ausstoß von Kohlendioxid durch den Ausbau von Wasser- und Atomkraft sowie durch effizientere Kohlekraftwerke reduzieren. Verbindliche Obergrenzen für (CO2)-Emissionen sieht der Plan allerdings weiterhin nicht vor. China deckt zwei Drittel seines Energiebedarfs aus Kohle. Geplant ist nach Angaben des Chefs der nationalen Entwicklungskommission, Ma Kai, auch, mehr Bäume zu pflanzen sowie die Infrastruktur der Landwirtschaft und die Wasserwirtschaft zu verbessern.
Experten sind sich einig, dass die Welt den Kampf gegen den Klimawandel nicht gewinnen kann, wenn China seine Emissionen nicht deutlich senkt. Im Jahr 2020 erklärte Chinas Präsident Xi Jinping, sein Land wolle seinen Emissionshöchststand vor 2030 erreichen und bis 2060 kohlenstoffneutral sein. Diese Aussage wurde als offizielle Position Chinas im Vorfeld des Weltklimagipfels COP26 in Glasgow bestätigt. Während alle Länder Probleme haben, ihre Emissionen zu senken, steht China vor der größten Herausforderung, die Pro-Kopf-Emissionen Chinas sind zwar etwa halb so hoch wie die der USA, aber die riesige Bevölkerung von 1,4 Milliarden Menschen und das explosive Wirtschaftswachstum haben das Land bei den Gesamtemissionen weit vor alle anderen Länder gebracht.

#### Klimapolitische Maßnahmen der Fünfjahrespläne bis 2025
Der 12. Fünfjahresplan (2011–2015), der 13. Fünfjahresplan (2016–2020) und der 14. Fünfjahresplan (2021–2025) sahen einen jeweils 15 % geringeren Energieverbrauch vor. Der Anteil der alternativen Energien am Energiemix sollen von 10 % auf 20 % bis 2025 steigen. Die Bewaldungsrate soll von 22 % im Jahr 2015 auf 24 % im Jahr 2025 wachsen.
Die Staatliche Kommission für Entwicklung und Reform gab 2021 an, dass nur 10 von 31 Provinzen die vorgegebenen Energieeffizienzziele erreicht, neun Provinzen, darunter Guangdong und Jiangsu, ihren Energieverbrauch sogar gesteigert hatten. Anfang der 2020er Jahre trugen bereits Wind und Solar etwa 9 % sowie Atomkraft etwa 5 % zur Stromversorgung bei. Der Ausstoß von Treibhausgasemissionen stieg in der vergangenen Dekade noch weiter an und wird nach Planungen der chinesischen Regierung erst um das Jahr 2030 sinken. Wenn China sein Ziel erreiche, bis 2060 CO2-neutral zu werden, könne das 2100 etwa 0,2 bis 0,3 Grad Erwärmung verhindern,

#### Nationaler Klimaschutzplan
Die Regierung der Volksrepublik China bereitete einen nationalen Plan für den Klimaschutz vor. Dieser Plan sollte in der ersten Jahreshälfte 2007 verabschiedet werden. Er sollte die Grundlage für wirksame Klimaschutzmaßnahmen sein. Dieser Plan war das erste offizielle Dokument, das zum Klimawandel in China Stellung nimmt.
Der aktuelle Plan sieht den Ausbau 16 weiterer sogenannter „Schwammstädte“ vor. Sie sollen in der Lage sein, extreme Regenfälle und Überflutungen besser zu bewältigen. Um die Nahrungsmittelversorgung in Zukunft sicherzustellen, will China an den Klimawandel angepasste Pflanzen und Tierarten entwickeln.

#### Erneuerbare Energien
Das chinesische Erneuerbare-Energien-Gesetz sieht ein starkes Wachstum dieser Energieträger bis 2020 vor:
- Ausbau kleiner Wasserkraft von 31 GW auf 70 bis 80 GW;
- Ausbau der Windkraft von 560 MW auf 20 GW;
- Ausbau der Biomasse-Kraftwerke von 2 GW auf 20 GW.

Damit wird sich die Gesamtsumme bis 2020 auf etwa 120 GW erhöhen. Das sind etwa 12 Prozent der gesamten Kapazität.
China investierte 2013 erstmals mehr in erneuerbare Energien als in Kohlekraftwerke. Der staatliche Atomkonzern CGN kündigte Investitionen in erneuerbare Energien an und konnte dafür an der Börse ungeplant hohe Einnahmen erlösen.
Laut dem Datenanalysten Energy Policy Tracker hat der chinesische Staat zwar seit Beginn der Coronakrise mindestens 20 Milliarden Dollar in erneuerbare Energien gesteckt. Allerdings unterstützte er mit fast der gleichen Summe auch fossile Energien. Allein im Jahr 2020 erweiterte China die Kapazität seiner Kohlekraftwerke um 38 Gigawatt. Ihre Kapazität soll bis 2025 von 52 auf 70 Gigawatt ausgebaut werden.

#### Kohle
Im Jahr 2014 sank erstmals der Kohleverbrauch Chinas. „2015 wird die Kohlenachfrage weiter sinken, wegen des langsameren Wachstums der chinesischen Realwirtschaft, den stärkeren nationalen Kontrollen des Energieverbrauchs und der schnelleren Strukturänderung des nationalen Energieverbrauchs“, so die Prognose des chinesischen Energieversorgers Shenhua Energy, dem weltgrößten Kohlekonzern. Nach Ansicht von Analysten wird China die Trendwende beim Kohleverbrauch bereits vor 2020 erreichen; in Zukunft sei der Kohleverbrauch tendenziell abnehmend. Ab 2020 wird in Peking die Kohlenutzung verboten. Spätestens 2020 darf Kohle nicht mehr als Brennstoff verwendet werden. Existierende Kohlekraftwerke werden geschlossen. Im Jahr 2016 werden über 1000 Kohleminen geschlossen. Damit werden Produktionskapazitäten von 60 Mio. Tonnen stillgelegt. Als Gründe gab die Regierung den Preisverfall sowie Luftreinhaltung und Klimaschutz an. Insgesamt sollen bis 2020 500 Mio. Tonnen Kapazitäten stillgelegt werden.

#### Biomasse
Die Volksrepublik China will in Zukunft ihren Kraftstoffbedarf durch einen größeren Anteil an Biokraftstoffen decken. Eine große Rolle spielt dabei die energiereiche Pflanze Jatropha, die bis 2010 auf mindestens 13 Millionen Hektar und damit auf etwa 10 Prozent der Grünfläche des Landes angebaut werden soll. Zurzeit (2007) wird Jatropha bereits auf rund zwei Millionen Hektar angebaut.
Die Regierung erwartet durch den massiven Anbau jährlich rund 6 Millionen Tonnen Biodiesel. Durch dieses Vorhaben wird einerseits die Grünfläche erhöht und andererseits die steigende Energienachfrage gedeckt. Das Wichtigste ist jedoch, dass saubere Energie gewonnen wird, mit der die Volksrepublik China ihre Nachhaltigkeitsziele erfüllen kann.

#### Atomenergie
Die Volksrepublik China setzt langfristig nicht auf Atomenergie, sondern will besonders mit anderen Mitteln Strom erzeugen. Begründet wird das damit, dass die Vorräte an Uran und anderen radioaktiven Mineralien begrenzt sind. Die Regierung setzt zurzeit so stark auf Atomenergie, weil dies ein vorübergehender Ersatz für Kohle und Öl ist.

### Indien

#### Klimaschutz-Index 2006/2007
Indien ist die Nation mit dem fünftgrößten CO2-Ausstoß der Welt. Beim Klimaschutz-Index 2006 lag Indien auf Platz 10 von 53 untersuchten Staaten. Beim Klimaschutz-Index 2007 liegt Indien auf Platz 9 von 56 untersuchten Staaten.
Der Anteil an den weltweiten CO2-Emissionen betrug nach dem Klimaschutz-Index 2006 4,2 Prozent. Nach dem Klimaschutz-Index 2007 (Stand 13. November 2006) beträgt der Anteil 4,15 Prozent. Beim G8+5-Klimaschutz-Index (13 Teilnehmerstaaten des G8-Gipfels 2007) liegt Indien auf Rang 6 mit einer Punktzahl von 6,18. (Siehe Quellen: Klimaschutz-Index 2007)

#### Positionen zum Klimaschutz
In Indien hat das Wirtschaftswachstum Priorität vor dem Klimaschutz. Indien sieht sich vor allem als Entwicklungsland. Es hat das Wirtschaftswachstum vom Energieverbrauch abgekoppelt. In den vergangenen Jahren betrug das Wirtschaftswachstum 8 Prozent. Der Energieverbrauch wuchs nur um 3,7 Prozent.
Der Kampf gegen den Klimawandel wird in Indien nicht als besonders dringlich angesehen. Indien sieht die Verantwortung für die Verschmutzung der Erdatmosphäre bei den Industrienationen, die seit der Industrialisierung gewaltige Mengen an fossilen Brennstoffen verbraucht haben. Deshalb stehen aus indischer Sicht die Industrienationen in der Verantwortung, den Klimawandel zu bremsen. Daraus leitet Indien für sich das Recht ab, trotz des Klimawandels mehr Treibhausgase auszustoßen.
Auf dem EU-Asem-Gipfel vom 28. bis 29. Mai 2007 in Hamburg lehnte der indische Außenminister einheitliche Klimaschutzziele ab. Er verlangte, dass „nationale Umstände“ berücksichtigt werden müssten. Der Minister versprach, „einen konstruktiven Beitrag“ für die Nachfolgeregelung des Kyoto-Protokolls.
Indien akzeptiert keine bindenden Verpflichtungen zur Reduzierung der Treibhausgas-Emissionen. Das würde dem Wirtschaftswachstum Indiens schaden. Außerdem hätte das erhebliche Auswirkungen auf das Programm Indiens zur Armutsbekämpfung.
Indien sei für den Klimawandel nicht verantwortlich, erklärte der indische Außenstaatssekretär Shivshankar Menon. Trotzdem wolle man sich aber an den Maßnahmen zum Klimaschutz beteiligen, wenn die Kosten fair verteilt würden. Indien verursache nur vier Prozent der weltweiten Treibhausgas-Emissionen.
Auf dem G8-Gipfel in Heiligendamm 2007 hat Bundeskanzlerin Merkel vergeblich versucht, Indiens Premier Manmohan Singh zu verbindlichen Zusagen der Treibhausgas-Emissionen zu bewegen. Indien sieht als Ursache des Klimawandels das verschwenderische Konsumverhalten der Industriestaaten. Wenn das Wirtschaftswachstum in Indien gebremst würde, blieben Millionen von Menschen weiterhin in Armut.
Indien wendet sich zunehmend der Kohle zu, weil sie der einzige Energierohstoff ist, der ausreichend im Land vorhanden ist. In Zukunft werden über 70 Prozent des Strombedarfs durch Kohle gedeckt, fünf Prozent durch Erdgas und Erdöl, fünf Prozent durch Atomenergie und sechs Prozent durch erneuerbare Energien. Der hohe Anteil an fossilen Brennstoffen wird zu hohen Umweltbelastungen führen.
Indien strebt eine Beteiligung an der internationalen Fusionsanlage ITER an. Das Land will mit den bisherigen Partnern Europa, Japan, Russland, USA, China und Südkorea zusammenarbeiten. Indien will an den laufenden Verhandlungen sowie am Bau und Betrieb der Forschungsanlage teilnehmen.
Indien fordert von den westlichen Ländern eine technische Kooperation für den Klimaschutz. Das Land will einen Zugang zum Technologiesystem der westlichen Länder. Die Haltung Europas zur technologischen Partnerschaft mit Indien ist entscheidend für dessen Verhalten auf dem UN-Klimagipfel in Bali.
Von 2010 bis 2020 hat sich der Kohleverbrauch fast verdoppelt, er sorgt immer noch für mehr als 70 Prozent der Energieerzeugung. Indien hat im gleichen Zeitraum etwa 18 Prozente seiner Primärwälder und fünf Prozent seiner Baumbestände verloren. Premierminister Narendra Modi verkündete auf dem Klimagipfel 2021 in Glasgow, sein Land wolle bis 2070 klimaneutral werden.
Indiens Bevölkerung macht 18,1 Prozent der Menschen auf der Erde aus, die Treibhausgas-Emissionen tragen aber nur 7 Prozent zum weltweiten Ausstoß bei. Ein US-Dollar Bruttoinlandsprodukt soll im Jahr 2030 mit 45 Prozent weniger CO2-Emissionen verbunden sein als im Vergleichsjahr 2005. Indien bezieht bereits 40 Prozent aus erneuerbaren Energien.

#### Clean Development Mechanism (CDM)
Die nationale CDM-Behörde erhält Projekte zur Bewertung und Genehmigung. Diese Projekte müssen den Prozedurregeln des CDM Executive Board entsprechen. Die Auswertung der Prozesse der CDM-Projekte schließt eine Einschätzung der Wahrscheinlichkeit einer erfolgreichen Durchführung der Projekte ein. Außerdem erfolgt eine Bewertung, in welchem Maße die Projekte einer nachhaltigen Entwicklung entsprechen, wobei herausgefunden werden muss, wie die Projekte nach ihrer Wichtigkeit einzustufen sind, in Übereinstimmung mit den nationalen Prioritäten.
CDM India enthält eine Website, auf der der Status der CDM-Projekte ersichtlich ist. Auf einer weiteren Website ist eine Suche nach CDM-Projekten möglich.
In Indien sind bisher (Stand 13. April 2007) 171 CDM-Projekte registriert. Die dreifache Anzahl ist für die Zukunft konzipiert. Projekte im Bereich der erneuerbaren Energien werden von der indischen Regierung besonders unterstützt. Die Projekte konzentrieren sich vor allem auf Wasserkraft, Biogas, Biomasse, Wind- und Solarenergie. Da aufgrund der boomenden Wirtschaft der Energiebedarf sprunghaft wächst, muss der Anteil der erneuerbaren Energien deutlich gesteigert werden.
SGS (Deutschland) GmbH und Gujarat Fluorochemicals Ltd/GmbH (Indien) haben am 25. Februar 2005 die Registrierung des bisher größten CDM-Projektes verwirklicht. Das Projekt dient der Zerstörung des starken Treibhausgases HCFC23, das als Abfallprodukt bei der Produktion des Kühlmittels HCFC22 in die Atmosphäre gelangt. Die Registrierung ebnet den Weg zur Implementation des Projektes und zur Erzeugung von zertifizierten Emissionsreduktionen.
Das Projekt „Bagepalli CDM Biogas Programme“ führt zur Verbesserung der Lebensbedingungen von 5.500 Familien in der Region Kolar District. Auf der Grundlage des Projektes erhält jeder Haushalt eine einfache Biogasanlage. Die Biogasanlagen werden mit dem Dung der von den Familien gehaltenen Tieren betrieben. Die Biogasanlagen erzeugen Biogas, das im Haushalt als Energiequelle zum Kochen und zur Wassererwärmung genutzt werden kann. Damit wird die bisherige Nutzung von Brennholz und Kerosin abgelöst und gleichzeitig ein Beitrag zum Klimaschutz geleistet.

#### Maßnahmen
In der „National Environment Policy 2006“ (Nationale Umweltpolitik 2006) sind folgende Maßnahmen zur Verringerung der Luftverschmutzung geplant:
- Entwicklung der erneuerbaren Energien, einschließlich der Wasserkraft. Verbesserung der Energieeffizienz. Einsatz von Forschung und Entwicklung zur Verbesserung der Technologien der erneuerbaren Energien. Beseitigung aller Hindernisse für eine dezentrale Erzeugung und Verteilung von Strom und anderen Sekundärenergieformen, die auf Primärenergiequellen basieren.
- Beschleunigung der nationalen Programme zur Verbreitung der verbesserten Holzöfen und Solarkocher.
- Verstärkung der Überwachung und Durchsetzung der Standards für Emissionen.
- Vorbereitung und Einführung von Aktionsplänen für Großstädte und Aussagen über Luftverschmutzungsquellen.
- Formulierung einer nationalen Strategie für städtische Transporte, um ausreichende öffentliche und private Investitionen in schadstoffarme Transportsysteme sicherzustellen.
- Förderung der Urbarmachung des Ödlands durch Anbau von Pflanzen zur Energiegewinnung.
- Verstärkte Bemühungen für den teilweisen Ersatz von fossilen Kraftstoffen durch Biokraftstoffe. Förderung dieser Maßnahme durch den Anbau von Pflanzen, die für die Herstellung von Biokraftstoffen geeignet sind.[115]

Die indische Regierung hat laut einem Bericht der staatlichen Plankommission etwa 300 Projekte zur Reduzierung von Treibhausgasen bewilligt. Mit Hilfe dieser Projekte sollen die CO2-Emissionen bis 2012 um 237 Millionen Tonnen reduziert werden. Bei der Mehrzahl der Projekte handelt es sich um Energieeffizienz und erneuerbare Energien.
Die staatliche Planungskommission rechnet damit, dass die CO2-Emissionen Indiens bei starker Kohlenutzung von jetzt einer Milliarde Tonnen bis 2032 auf 5,5 Milliarden Tonnen pro Jahr steigen könnten. Bei einer schwächeren Kohlenutzung könnten es bis zu 3,6 Milliarden Tonnen sein.

#### Internationale Zusammenarbeit
Die Environmental Protection Agency (EPA) der USA und das Ministry of Environment and Forests (MOEF) der Regierung Indiens haben am 16. Januar 2002 ein Memorandum of Understanding (MOU) unterzeichnet, das die Zusammenarbeit auf dem Gebiet des Umweltschutzes betrifft und ein System für Politik und technische Zusammenarbeit zwischen der EPA und dem MOEF vorsieht. Die Zusammenarbeit erfolgt auf der Grundlage der gemeinsamen Interessen für den Schutz des Klimas sowie für die nachhaltige Entwicklung. Die Teilnehmer beabsichtigen eine langfristige Partnerschaft, um entsprechende kooperative Tätigkeiten auszuüben. Unter dem MOU werden vielfältige kooperative Aktivitäten auf dem Gebiet des Umweltschutzes und der nachhaltigen Entwicklung erwartet.
Am 29. Juni 2005 fand in Brüssel das erste Energiepanel Indien-EU statt. Die Themen von gemeinsamem Interesse waren u. a. saubere Kohletechnologien, erneuerbare Energien und Energieeffizienz. Eine Zusammenarbeit wurde für die Bereiche integrierte Energiemärkte, Gas, Öl und Energieprognostik vereinbart. Einer der wichtigsten Punkte der Zusammenarbeit ist die Entwicklung umweltfreundlicher Kohletechnologien. Außerdem erklärt sich die EU bereit, ihre Erfahrungen auf den Gebieten der Organisation von Erdgas- und Elektrizitätsbinnenmärkten, Energieeffizienz und Nutzung der erneuerbaren Energien den indischen Partnern zur Verfügung zu stellen.
Auf einem Treffen des indischen Ministers für erneuerbare Energien, Vitas Muttemwar mit Bundesumweltminister Sigmar Gabriel am 16. Juni 2006 in Berlin wurde eine stärkere Zusammenarbeit bei erneuerbaren Energien vereinbart. Indien sei für deutsche Unternehmen ein interessanter Markt. Indien hat sich beim Ausbau der erneuerbaren Energien große Ziele gestellt. Beim Ausbau der erneuerbaren Energien konzentriert sich das Land sowohl im industriellen Bereich als auch in abgelegenen Regionen auf eine dezentrale Energieversorgung auf der Grundlage von Windenergie, Photovoltaik, Biomasse und Wasserkraft. Für die nächsten Jahre ist geplant, 250.000 Dörfer mit erneuerbaren Energien zu versorgen.
Indien und die KfW-Entwicklungsbank haben am 9. August 2006 den Finanzierungsvertrag für ein „Energieeffizienzprogramm ländliche Gebiete Indien“ abgeschlossen. Das Energieeffizienzprogramm soll dazu beitragen, dass sich umweltfreundliche und effiziente Technologien für die Energieerzeugung, -übertragung und -verbrauch in Indien verbreiten. Durch dieses Vorhaben werden jährlich rund 65.000 Tonnen CO2-Emissionen weniger ausgestoßen.

#### Erneuerbare Energien
Indien hat ein enormes Potential für erneuerbare Energien. Das trifft besonders für die Solarenergie, die Biomasse und die Windenergie zu. Die gegenwärtig installierte Kapazität der erneuerbaren Energien (Stand 2006) beträgt 7.100 Megawatt. Die indische Regierung hat sich das Ziel gesetzt, die Kapazität der erneuerbaren Energien zu erhöhen. Schwerpunkte sind dabei die Windenergie und die kleinen Wasserkraftwerke.
Indien hat die Bedeutung der erneuerbaren Energien frühzeitig erkannt und dafür ein eigenes Ministerium geschaffen. Die erneuerbaren Energien sollen bis 2012 auf 12.000 Megawatt ausgebaut werden, was sechs Prozent der Gesamtleistung bedeutet. Bis 2012 sollen eine Million Haushalte die Solarthermie für die Erhitzung des Wassers nutzen. 4.500 Dörfer sollen mit Elektrizität aus erneuerbaren Energien versorgt werden. Weiterhin sind fünf Millionen solarbetriebene Straßenlaternen und zwei Millionen Solar-Home-Systeme zum Kochen mit Solarenergie geplant. Außerdem sollen 30 Millionen Haushalte optimierte Holzöfen und drei Millionen Haushalte eine Kleinbiogasanlage erhalten. Bis 2012 soll die Windenergie eine Leistung von 6.000 Megawatt erbringen.
Indien verfügt über 2.300 bis 3.200 Sonnenstunden im Jahr (Deutschland 1.000 bis 2.000) und damit über beste Voraussetzungen zur Nutzung der Solarenergie. Durch die Windenergie könnten besonders an den Küstenstandorten bis zu 45.000 Megawatt elektrischer Energie erzeugt werden, wenn alle Potentiale genutzt würden. Die ländliche Bevölkerung könnte durch kleine Wasserkraftwerke mit 10.000 Megawatt elektrischer Energie versorgt werden. Durch moderne Biomasse-Kraftwerke könnten 20.000 Megawatt elektrischer Energie zur Verfügung gestellt werden.
In Indien wird die Solarenergie zum Kochen genutzt. Konzentrierende Spiegel bündeln das Sonnenlicht auf einen Wärmeaustauscher, mit dem Dampf erzeugt wird. Der Dampf wird in isolierten Röhren zur Küche geleitet. Mit solchen Solarthermie-Systemen werden in Tempeln, Schulen, Krankenhäusern und Kantinen 500 bis 15.000 Menschen mit warmen Mahlzeiten versorgt. Konzentrierende Solarspiegel können auch für die Meerwasserentsalzung und für Müllverbrennungsanlagen genutzt werden.
Auf der Grundlage eines Joint Ventures beteiligt sich die deutsche IndiaVest Windpower I GmbH + Co. KG am indischen Windenergieunternehmen J Wind Power Limited, Neu-Delhi. Gestartet wird das Vorhaben mit 24 Windenergieanlagen mit einer Gesamtnennleistung von 39,6 Megawatt. Die Gesamtnennleistung soll zukünftig auf 165 Megawatt erhöht werden.
Das Windenergie-Projekt VaniVilasSagar speist zusätzlichen Strom in das Versorgungsnetz ein. Das Projekt bezieht ländliche Gebiete ein, in denen die Windenergie am effizientesten ist. Die Windenergie in einer ländlichen Region trägt zur nachhaltigen Entwicklung dieser Region bei.
Die indische Regierung bereitet eine nationale Initiative vor, um die Jatropha-Pflanze zu einer wichtigen Kraftstoffquelle in ganz Indien zu machen. Es sollen mindestens 400.000 Hektar in 22 der 28 indischen Bundesstaaten angebaut werden. Wenn der Jatropha-Samen ausgepresst wird, erzeugt er eine große Menge Öl, das ganz einfach in Dieselkraftstoff umgewandelt werden kann. Von einem Hektar Jatropha können 1.892 Liter Dieselkraftstoff erzeugt werden, mehr als bei Raps und wesentlich mehr als bei Sojabohnen und Mais.
Das Projekt „Verwertung von überflüssigen landwirtschaftlichen Abfällen zur Produktion von Strom und Wärme“ ist das erste seiner Art in Indien. Eine technische Innovation ermöglicht es, Biomasse mit einem niedrigen Brennwert als wertvollen Brennstoff zu nutzen. Gegenüber der bisherigen Praxis der unkontrollierten Verbrennung der landwirtschaftlichen Abfälle, führt dieses Projekt zu einer erheblichen Verbesserung der Luftqualität und darin eingeschlossen, eine Verminderung der gesundheitlichen Risiken. Nach der Verbrennung wird die Asche als Düngemittel für die Landwirtschaft genutzt, um den landwirtschaftlichen Nährstoffkreislauf zu schließen.

### Japan

#### Erfüllung der Verpflichtungen im Kyoto-Protokoll
Japan hat das Kyoto-Protokoll am 28. April 1998 unterzeichnet. Die Bestätigung durch die Regierung erfolgte am 4. Juni 2002.
Japan hat sich im Kyoto-Protokoll verpflichtet, die Treibhausgas-Emissionen bis 2012 um 6 Prozent zu senken. Im Jahr 1990 betrugen die Treibhausgas-Emissionen 1.272,1 Millionen Tonnen CO2-Äquivalent, im Jahr 2004 1.355,2 Millionen Tonnen CO2-Äquivalent. Das bedeutet einen Anstieg der Treibhausgas-Emissionen in diesem Zeitraum um 6,5 Prozent. Noch dramatischer ist der Anstieg der CO2-Emissionen in diesem Zeitraum. Im Jahr 1990 betrugen die CO2-Emissionen 1.144 Millionen Tonnen, im Jahr 2004 1.286 Millionen Tonnen. Somit sind die CO2-Emissionen in diesem Zeitraum um 12,4 Prozent angestiegen.

#### Klimaschutz-Index 2006/2007
Japan ist die Nation mit dem viertgrößten CO2-Ausstoß der Welt. Beim Klimaschutz-Index 2006 lag Japan auf Platz 34 von 53 untersuchten Staaten. Beim Klimaschutz-Index 2007 liegt Japan auf Platz 26 von 56 untersuchten Staaten.
Der Anteil an den weltweiten CO2-Emissionen betrug nach dem Klimaschutz-Index 2006 4,8 Prozent. Nach dem Klimaschutz-Index 2007 (Stand 13. November 2006) beträgt der Anteil 4,57 Prozent. Beim G8+5-Klimaschutz-Index (13 Teilnehmerstaaten des G8-Gipfels 2007) liegt Japan auf Rang 7 mit einer Punktzahl von 5,80. (Siehe Quellen: Klimaschutz-Index 2007)

#### Positionen zum Klimaschutz
Japan und China haben sich am 11. April 2007 verpflichtet, an einem neuen internationalen Rahmenabkommen zum Klimaschutz mitzuwirken. Beide Staaten erklärten ihren politischen Willen zur Zusammenarbeit mit der internationalen Gemeinschaft beim Klimaschutz. Japan will China bei der Entwicklung von Technologien zur effizienten Energienutzung unterstützen.
Japans Finanzminister hat sich am 6. Mai 2007 in Kyoto für die Generalüberholung des Kyoto-Protokolls ausgesprochen. Japan will beim Klimaschutz eine Vorreiterrolle übernehmen. 100 Millionen Dollar wurden bereits für Klimaschutzmaßnahmen bereitgestellt. Weitere Mittel sollen zur Verfügung gestellt werden.
Im Gegensatz zu Deutschland ist Japan nicht der Meinung, dass die Verhandlungen für den Rahmen eines Nachfolgeabkommens für den Klimaschutz bis 2009 abgeschlossen werden sollten. Am 29. Mai 2007 erklärte der japanische Außenminister Mitsui Sakaba auf dem Außenministertreffen der EU-Asem-Staaten, bevor irgendwelche Ziele festgelegt werden, sollten die Staaten, die das Kyoto-Protokoll nicht ratifiziert haben, wie die USA, China und Indien in die Mitarbeit einbezogen werden. Das Festlegen der Ziele sollte viel später erfolgen.
Am 30. Mai 2007 erneuerte Japan sein Versprechen, seine Ziele im Kyoto-Protokoll zu erreichen und erklärte, dass es in der Lage sei, eine Führungsrolle im Kampf gegen den Klimawandel zu übernehmen. Der Generaldirektor für globale Fragen im japanischen Außenministerium Koji Tsuruoka sagte, dass Japan wie auch schon stets in der Vergangenheit das erfüllen werde, was festgelegt sei.
Japan will die Entwicklungsländer bei der Senkung von Treibhausgas-Emissionen unterstützen. Schwerpunkt soll die Einführung neuer Technologien zur Senkung des Verkehrsaufkommens sein. Eine weitere Maßnahme besteht in der Installation von Anlagen zur Verarbeitung von Abfall und Tierdung, die zu Treibstoff und Düngemitteln verarbeitet werden könnten. Japan will die Entwicklungsländer ermutigen, dem Nachfolgeabkommen zum Klimaschutz ab 2013 beizutreten.
Auf dem G8-Gipfel in Heiligendamm stellten die EU und Japan gemeinsame Ziele beim Klimaschutz heraus. Entscheidendes Ziel sei, den weltweiten Ausstoß von Treibhausgasen bis 2050 um die Hälfte zu senken. Der japanische Ministerpräsident Shinzo Abe erklärte, dass dabei die derzeitigen weltweiten Emissionen der Bezugspunkt seien. Abe verlangte, dass bei einem neuen Abschluss ab 2013 die USA, China und Indien eingebunden werden müssten.
Japan emittierte 8,6 Tonnen CO2 pro Kopf im Jahr 2021, etwas mehr als Deutschland mit 8,1 Tonnen. Bis 2030 will Japan den Ausstoß von Treibhausgasen nicht mehr wie bisher um 26, sondern um 46 Prozent senken. Während die Europäische Union ihre Treibhausgasemissionen zwischen 1990 und 2018 um 22,5 Prozent reduzierte, schaffte Japan nur 2,5 Prozent. Der Atomstromanteil soll bis 2030 wieder auf 20 bis 22 Prozent steigen, der Anteil von fossilen Brennstoffen auf 40 Prozent sinken und Sonnen- und Windkraft sich auf 40 Prozent verdoppeln.

#### Clean Development Mechanism (CDM) und Joint Implementation (JI)
Japan strebt vorwärts bei der Implementierung von CDM/JI-Projekten. Die Politik für CDM/JI erlebte am 16. Februar 2005 mit dem offiziellen Start des nationalen Registrierungssystems einen Höhepunkt.
Weil die Nutzung der Kyoto-Mechanismen zusätzliche nationale Maßnahmen erfordern, will Japan einen solchen Weg gehen. Somit wird Japan zur nachhaltigen Entwicklung in anderen Ländern beitragen. Damit diese Länder ihre Kyoto-Verpflichtungen kosteneffektiv erreichen, hat die japanische Regierung ein weitreichendes Unterstützungssystem für CDM/JI-Aktivitäten initiiert: JKAP (Japan Kyoto-Mechanism Acceleration Programme 2005).
Der Druck auf Japan, seine Kyoto-Ziele bei der Reduzierung der Treibhausgas-Emissionen zu erreichen, hat die nationalen Unternehmen dazu bewegt, CDM-Projekte in ausgewählten Ländern zu implementieren. Dabei konzentrieren sie sich auf drei der vier bedeutenden Volkswirtschaften, bekannt unter dem Sammelbegriff BRIC: Brasilien, Russland, Indien und China. Aus diesem Grunde gehen die meisten CDM-Projekte nach China, Indien und Brasilien.
Auf der Website „Activities Implemented Jointly (AIJ)/Joint Implementation (JI)“ sind alle entsprechenden Aktivitäten zusammengefasst. Die Website beinhaltet den Hintergrund, die Zusammenfassung der japanischen Programme für „Activities Implemented Jointly“, die erste Phase der autorisierten Projekte sowie zukünftige Maßnahmen.
Auf der „Kyoto Mechanism Information Platform“ gibt es eine Liste der CDM/JI-Projekte, die von der Regierung Japans genehmigt wurden. Es handelt sich um 181 Projekte. Stand ist der 8. Juni 2007.

#### Emissionshandel
Im Jahr 1998 wurde durch den japanischen Industrieverband Keidanren ein freiwilliges Emissionshandelssystem zur Probe eingeführt. Daran beteiligen sich 34 Unternehmen, die 76 Prozent der Treibhausgas-Emissionen der Energiewirtschaft und der Industrie abdecken. Es bestehen gute Chancen, dass sich in Zukunft direkte Kooperationen mit internationalen Emissionshandelssystemen entwickeln.
Japans Regierung und Unternehmen wollen den Klimaschutz kosteneffizient betreiben, indem sie Emissionskredite durch Klimaschutzaktivitäten in asiatischen und südamerikanischen Ländern erwerben. Die Strategie der japanischen Regierung stützt sich dabei in erster Linie auf den Transfer von Technologien in Entwicklungsländer (Clean Development Mechanism). In zweiter Linie erfolgt die gemeinsame Realisierung von Klimaschutzprojekten in den Industriestaaten (Joint Implementation). Erst an letzter Stelle folgt der Emissionshandel. Japan hat bis jetzt noch kein System eingeführt, das mit dem der EU oder der USA vergleichbar ist.
Einige Projekte, zu denen auch der freiwillige Emissionshandel (Japan's Voluntary Emissions Trading Scheme, J-VETS) gehört, wurden bereits aufgelegt. Damit soll erreicht werden, den Emissionshandel japanischer Unternehmen untereinander zu ermöglichen. Weiterhin soll dadurch der Aufbau von Knowhow in diesem Bereich gefördert werden.
Das nationale Registrierungssystem sowie die Datenbank, in der die CO2-Emissionen aller japanischen Unternehmen gespeichert sind, nahmen im April 2007 ihre Arbeit auf. Für das Jahr 2008 wollen viele Unternehmen ihre Emissionen durch eigene freiwillige Maßnahmen senken.
Die Regierung der Präfektur Tokio führte im Fiskaljahr 2010 das erste verbindliche Emissionshandelssystem für Unternehmen ein.

#### Maßnahmen
Im „Basic Environment Plan“ sind die Ziele des „Aktionsprogramms zur Bekämpfung der globalen Erwärmung“ festgelegt. Die Regierung stellt sich folgende Ziele zur Senkung der Treibhausgas-Emissionen in Japan:
- Die CO2-Emissionen sollen auf dem Niveau von 1990 stabilisiert werden.
- Die Methan-Emissionen sollen das gegenwärtige Niveau nicht überschreiten. Der Umfang von Distickstoffmonoxid-Emissionen und anderen Treibhausgas-Emissionen soll nicht erhöht werden.

Das „Aktionsprogramm zur Bekämpfung der globalen Erwärmung“ umfasst die Periode von 1991 bis 2010. Im Aktionsprogramm soll die Reduzierung der CO2-Emissionen differenziert für die einzelnen Systeme erfolgen:
- Maßnahmen für die Systeme der städtischen und regionalen Strukturen;
- Maßnahmen für Transportsysteme;
- Maßnahmen für Produktionsstrukturen;
- Maßnahmen für die Energieversorgungsstruktur;
- Maßnahmen zur Realisierung des Lebensstils.

Maßnahmen zur Reduzierung der Methan-Emissionen in Mülldeponien, in der Landwirtschaft, in der Energieerzeugung und -verwendung sollen unterstützt werden. Die Entwicklung von entsprechenden Technologien und neuen Maßnahmen sollen gleichzeitig gefördert werden. Distickstoffmonoxid-Emissionen sollen kontrolliert werden und Kontrollmaßnahmen sollen in Betracht gezogen werden. Der Beitrag zur globalen Erwärmung, der durch andere Substanzen verursacht wird, soll abgeschätzt werden.
Japan will für die einzelnen Industriesektoren differenzierte Klimaschutzziele vorgeben. Dadurch soll eine effizientere Energienutzung erreicht werden. Ein Beratungsausschuss des Ministeriums für Wirtschaft, Handel und Industrie wird dazu angemessene Zielgrößen für die einzelnen Industriesektoren vorschlagen, die dann in einer entsprechenden Änderung des Gesetzes zur Energieerhaltung ihren Niederschlag finden.

#### Internationale Zusammenarbeit
Japan und China wollen beim Klimaschutz und bei den erneuerbaren Energien enger zusammenarbeiten. Das gilt vor allem für das Nachfolgeabkommen zum Kyoto-Protokoll. Die Zusammenarbeit betrifft insbesondere die Nutzung von Erdgasreserven in einem Meeresgebiet.
Japan will China beim Klimaschutz unterstützen. Dabei stehen vor allem Energiesparmaßnahmen im Vordergrund. Geplant sind unter anderem Wasserreinigungsprojekte.
Die USA, Japan, China, Indien und Südkorea wollen gemeinsam ein Kohlekraftwerk entwickeln, das keine CO2-Emissionen an die Luft abgibt. Bei diesem Kraftwerk wird eine Technologie angewendet, die die CO2-Emissionen wesentlich reduziert. Das entstehende Gas wird verflüssigt und in unterirdischen Lagern gespeichert.
Die japanische Industrie will Energiespar-Technologien exportieren. Unternehmen aus der Chemie-, Stahl- und Zementbranche wollen solche Technologien besonders in die asiatischen Schwellenländer exportieren. Der Verband der chemischen Industrie gibt ab September 2007 einen Informationsdienst für Schwellenländer heraus, in dem Energiesparmethoden der Mitgliedsunternehmen vorgestellt werden.

#### Erneuerbare Energien
Der Strombedarf Japans ist in den letzten 35 Jahren um rund 300 Prozent gestiegen. Durch eigene Ressourcen können nur etwa 20 Prozent des Gesamtenergiebedarfs gedeckt werden. Durch die Änderungen der rechtlichen Rahmenbedingungen im Jahr 2003 (Electricity Law, Renewable Portfolio Standard) ist das öffentliche Interesse an den erneuerbaren Energien gestiegen. Die japanische Regierung fördert die Nutzung der erneuerbaren Energien.
Die japanische Energiepolitik rückt die erneuerbaren Energien immer mehr in den Mittelpunkt. Die japanische Regierung stellt sich das Ziel, bis 2010 den Anteil der erneuerbaren Energien von gegenwärtig (Stand März 2007) 0,4 Prozent (ohne Wasserkraft) auf 3 Prozent zu erhöhen. Bei der Windkraft ist das Marktpotential für ausländische Unternehmen besonders groß.
Die Bemühungen der Regierung Japans, den Anteil der erneuerbaren Energien an der Stromerzeugung zu erhöhen, werden durch den Widerstand der Energieversorgungsunternehmen gebremst, die keine hohen Investitionen in die nach ihrer Meinung nicht ausgereiften Technologien tätigen wollen. Das Ministerium für Wirtschaft, Handel und Industrie hat im Januar 2007 eine neue Initiative ins Leben gerufen, um die Nutzung der erneuerbaren Energien zu intensivieren. Entsprechend dem Renewable Portfolio Standard müssen die Energieversorgungsunternehmen in den Fiskaljahren 2011 bis 2014 den Anteil an erneuerbaren Energien um 1,63 Prozent steigern. Dadurch soll die Erzeugung von Strom aus erneuerbaren Energien bis Ende des Fiskaljahres 2014 auf 16 Milliarden kWh steigen. Im Fiskaljahr 2005 wurden 5,6 Milliarden kWh Strom aus erneuerbaren Energien erzeugt. 2016 beträgt der installierte Anteil der Erneuerbaren Energien 8,949 MW. Zahlen von 2017 beziffern den Anteil der EE in Japan am Gesamtmix von 4,9 % wobei der von der Regierung angestrebte und prognostizierte Anteil mit 20–22 % beziffert wird.
Bei den Solarenergieanlagen beherrscht Japan nicht nur den heimischen, sondern auch den internationalen Markt. Japan hat als der größte Markt für Solarenergieanlagen eine Kapazität von 219 Megawatt installiert (Stand April 2005). Bis 2010 sollen 4,8 Gigawatt Strom mit Hilfe dieser Technologien erzeugt werden. Der Markt für Windenergieanlagen wird von ausländischen Anbietern beherrscht. Von den etwa 500 bis 2003 installierten Anlagen mit einer Kapazität von über 10 Megawatt stammen 80 Prozent aus dem Ausland.
Erneuerbare Energien, also Wind- und Sonnenenergie, Biomasse sowie Erdwärme machten 7,7 Prozent des japanischen Gesamtverbrauchs von 2019 aus, Wasserkraft zudem noch zusätzlich knappe 8 Prozent. Bis 2030 will Japan etwa 36 bis 38 Prozent aus erneuerbaren Energien gewinnen. Investitionen in Dekarbonisierungsprojekte schreibt die neue Richtlinie „grüne Transformationsanleihen“ über etwa 20 Billionen Yen vor – das sind rund 143 Milliarden Euro.

## Europa

### Europäische Union
Die europäische Union ist, neben ihren Mitgliedsstaaten, als regionale Wirtschaftsorganisation der Klimarahmenkonvention beigetreten und hat das Paris-Abkommen ratifiziert. Die Klimapolitik der Europäischen Union stellt ausdrücklich das sogenannte Zwei-Grad-Ziel in den Mittelpunkt und versucht, einen Beitrag dazu zu leisten, dass der Anstieg der globalen Durchschnittstemperatur nicht über 2 Grad Celsius hinausgeht.
Im Rahmen des Kyoto-II-Abkommens verpflichtete sich die EU, den Gesamtausstoß an Treibhausgasen bis 2020 um 20 % gegenüber dem Basisjahr 1990 zu senken. Im Klima- und Energiepaket 2020 galt in der europäischen Klimapolitik die Formel „20-20-20“. Dabei sollten drei Ziele bis zum Jahr 2020 erreicht werden:
- die Treibhausgas-Emissionen sollen um 20 Prozent gegenüber dem Referenzjahr 1990 sinken. Für den Fall, dass ein verbindliches internationales Klimaabkommen zustande kommt, in dem alle größeren Emittenten sowohl in Industrie- als auch in Schwellenländern eingebunden sind, bietet die EU eine noch höhere Reduzierung um 30 % an.
- der Anteil erneuerbarer Energien am Energieverbrauch soll auf mindestens 20 % steigen.
- der Primärenergieverbrauch soll durch eine Steigerung der Energieeffizienz um 20 % gegenüber dem für 2020 prognostizierten Niveau sinken.

Die Europäische Union einigte sich am 24. Oktober 2014 auf verbindliche Klimaziele bis 2030: Der Erneuerbare-Energien-Anteil im Energiemix (Strom, Heizung, Verkehr) soll in der EU im Jahr 2030 bei „mindestens 27 Prozent“ liegen; zudem ist eine Steigerung der Energieeffizienz um gleichfalls mindestens 27 Prozent vorgesehen. Die EU verpflichtet sich, bis zum Jahr 2030 ihre Treibhausgas-Emissionen um mindestens 40 Prozent im Vergleich zum Jahr 1990 zu reduzieren.
Am 28. November 2019 rief das EU-Parlament den Klimanotstand für Europa aus. Am 11. Dezember 2019 wurde mit dem European Green Deal (Europäischer Grüner Deal) oder auch von der Europäischen Kommission unter Ursula von der Leyen ein Konzept vorgestellt mit dem Ziel, bis 2050 in der Europäischen Union die Netto-Emissionen von Treibhausgasen auf null zu reduzieren. Europa soll als erster Kontinent klimaneutral werden. Im Dezember 2020 verkündete der Europäische Rat, dass die EU ihre CO2-Emissionen bis 2030 um mindestens 55 Prozent gegenüber 1990 reduzieren möchte. Das EU-Parlament hat sich für ein Ziel von 60 Prozent Reduktion ausgesprochen.
Seit Juli 2021 bildet Verordnung (EU) 2021/1119 (Europäisches Klimagesetz) zusammen mit Verordnung (EU) 2018/1999 (Governance-Verordnung) den langfristigen Rechtsrahmen zu Erreichung der Klimaneutralität und zu Anpassung an die globale Erwärmung. Das Klimagesetz macht das Ziel der Klimaneutralität bis 2050 rechtlich verbindlich und legt ein Zwischenziel bis 2030 fest. Im Rahmen des Fit for 55-Paket wird die Klimagesetzgebung der Union an die neuen Klimaziele angepasst. Konkrete Minderungsziele für verschiedene Wirtschaftsbereiche und für die Mitgliedstaaten werden in verschiedenen Rechtsakten festgelegt: Die Emissionshandelsrichtlinie regelt insbesondere das EU-Emissionshandelssystem, das EU-weit Emissionen in den Sektoren Industrie, Energie, Luft- und Schiffsverkehr umfasst und deckelt. Die Lastenteilungsverordnung gilt für die übrigen Wirtschaftsbereichen – darunter vor allem Gebäude und Verkehr – und legt für die einzelnen Mitgliedstaaten konkrete Emissionsobergrenzen bis 2030 fest. Die LULUCF-Verordnung enthält Klimaschutzpflichten der Mitgliedstaaten im Bereich Landnutzung, Landnutzungsänderung und Forstwirtschaft. Daneben gibt es auf Unionsebene zahlreiche weitere Rechtsakte zum Klimaschutz.

### Deutschland

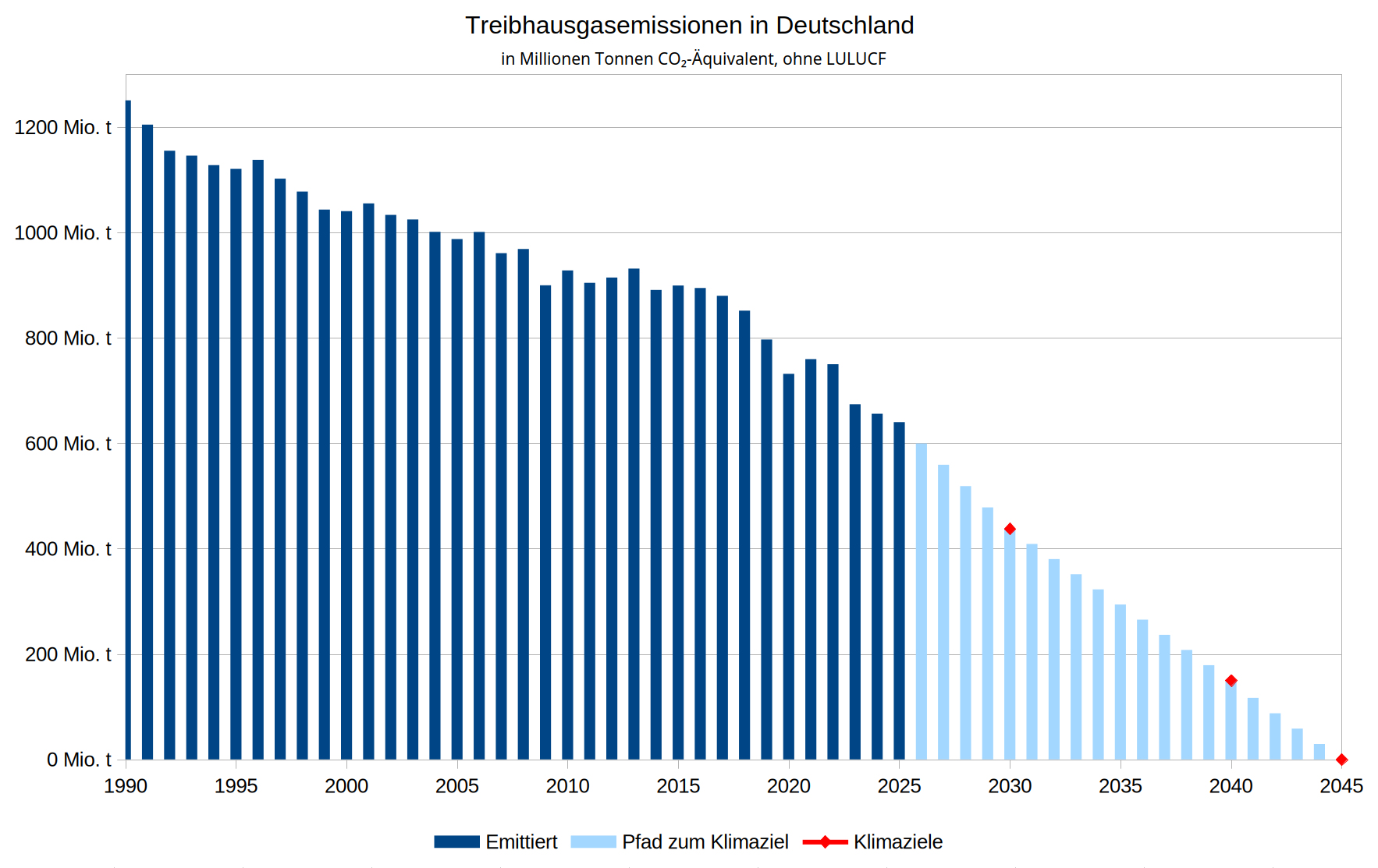
Treibhausgasemissionen in Deutschland und Klimaziele

Bei der Klimapolitik ist in Deutschland zwischen den Maßnahmen des Bundes, der Länder und den Kommunen zu unterscheiden. Über lange Zeit wurde Klimaschutz in Deutschland als Aufgabe des Bundes wahrgenommen. Doch bis 2018 hatten neun Bundesländer eigene Klimaschutzgesetze verabschiedet bzw. Entwürfe veröffentlicht. Die Klimapolitik etabliert sich als eigenes Politikfeld auf Landesebene. 2023 beschloss die Bundesregierung zum ersten Mal eine Strategie für eine Klimaaußenpolitik.
Klimaziele
Deutschland hat sich im Bundes-Klimaschutzgesetz verpflichtet, den Treibhausgas-Ausstoß bis 2030 um mindestens 65 % zu senken, bis 2040 um mindestens 88 % gegenüber 1990 zu mindern. Bis 2045 soll Deutschland treibhausgasneutral sein.
Diese Ziele werden jedoch verfehlt, soweit nicht größere politische Anstrengungen unternommen werden.
Maßnahmen und Instrumente
Wesentliche gesetzliche Elemente der deutschen Klimapolitik sind das Erneuerbare-Energien-Gesetz, das die Erzeugung von Strom aus erneuerbarer Energie fördert, und die Energieeinsparverordnung, die den Bedarf an (üblicherweise fossil gedeckter) Energie bei Neubauten limitiert. Photovoltaikanlagen und kleinere Windenergieanlagen sind im Baurecht durch niedrige Auflagen bevorzugt. Hinzu kommen Förderprogramme für bessere Wärmedämmung, Thermische Solaranlagen, Photovoltaik sowie die Nationale Klimaschutzinitiative. Die Maßnahmen wurden im Nationalen Klimaschutzprogramm vom 18. Oktober 2000 koordiniert. Mit dem Beschluss der Bundesregierung vom 13. Juli 2005 wurde das Nationale Klimaschutzprogramm weiter fortgeschrieben.
Seit 2021 greift im Verkehr- und Gebäudesektor das Brennstoffemissionshandelsgesetz, das das Inverkehrbringen fossiler Brennstoffe bepreist. Große stationäre Anlagen der Industrie und des Energiesektors müssen am EU-Emissionshandel teilnehmen.
Für in Deutschland erreichte Emissionsminderungen siehe auch: Klimaschutz – Deutschland
Entwicklung der deutschen Klimapolitik
Bereits 1995 hatte sich Deutschland auf dem Klimagipfel in Berlin verpflichtet, den Ausstoß von Kohlendioxid (CO2) bis zum Jahr 2005 um 25 % im Vergleich zu 1990 zu senken. Dieses Ziel wurde verfehlt (2005: minus 15 %) und erst 2010 erreicht. Hauptursache für die sinkenden Emissionen war der Zusammenbruch der kohlenstoffintensiven DDR-Industrie. Daneben spielten auch Effizienzfortschritte sowie der Ausbau Erneuerbarer Energien eine wesentliche Rolle.
Der Klimaschutzplan 2050 vom November 2016, mit dem die Bundesregierung die Umsetzung des Pariser Übereinkommens gewährleisten wollte, sah für 2020 die Reduktion der CO2-Emissionen um 40 Prozent gegenüber 1990 vor. Dieses Ziel wurde von der 2018 erneuerten Großen Koalition für nicht erreichbar erklärt. Unter dem Eindruck breiten Zuspruchs zur „Fridays for Future“-Bewegung beschloss die Bundesregierung am 20. September 2019 ein Maßnahmenpaket zur Reduktion von Treibhausgasemissionen, das auf Kosten von 54 Milliarden Euro bis 2021 veranschlagt war. Klimaaktivisten und Klimaforscher sehen darin jedoch kein geeignetes Mittel, die für 2030 in Deutschland angestrebten Reduktionsziele bei klimaschädlichen Emissionen zu erreichen. Massive Kritik kam auch aus den Reihen der an der Beschlussfassung im Bundesrat beteiligten Oppositionspartei Bündnis 90/Die Grünen. Mit Beschluss vom 24. März 2021 erklärte das Bundesverfassungsgericht das Bundes-Klimaschutzgesetz in Teilen für verfassungswidrig, denn das Gesetz verschiebe hohe Emissionsminderungslasten unumkehrbar auf Zeiträume nach 2030 und damit zulasten der jüngeren Generation.
Nachdem lange erwartet worden war, dass Deutschland das für Ziel von 40 % Reduktion bis 2020 verfehlen würde, wurde es dank Sondereffekten – etwa infolge der COVID-19-Pandemie – knapp erreicht. Im Jahr 2021 lagen die Emissionen wieder über dem Ziel für 2020.

#### Klimapolitik als Wahlkriterium
Insbesondere für junge Menschen ist eine wirksame Klimapolitik ein wichtiges Wahlkriterium bei politischen Wahlen. Doch der Großteil der alten Leute berücksichtigt den Klimaschutz für künftige Generationen bei der Wahlentscheidung kaum. Nur etwa 27 % der über 65-jährigen beantworten folgende Aussage positiv: „Meine Entscheidung zur Bundestagswahl orientiere ich an Klima- und Naturschutzinteressen junger Generationen“. Bei jüngeren Menschen ist der Anteil deutlich höher. Dementsprechend spielte etwa für die Regierung Merkel der Klimaschutz kaum eine Rolle. Ältere Menschen haben durch die demographische Entwicklung („Alterung der Gesellschaft“) und ihre höhere Wahlbeteiligung einen größeren Einfluss auf die Politik als jüngere.
Internationale Bewertung Deutscher Klimapolitik
Beim Klimaschutzindex, einer jährlichen Evaluation der Klimaschutzbemühungen einzelner Staaten durch die Organisation Germanwatch, erreichte Deutschland 2020 den 23. Platz von insgesamt 61 Bewertungen und erhält damit nur einen als „mäßig“ bezeichneten Platz. Kritisiert wird der nach wie vor zu hohe Ausstoß an Treibhausgasen. Die Klimaschutzpolitik Deutschlands wird insgesamt als mäßig bewertet, wobei positiv die internationalen Bemühungen Deutschlands im Klimaschutz und negativ die zu geringe Umsetzung im eigenen Land gesehen werden.
Internationaler Klimaschutz 
Neben nationalen Maßnahmen engagiert sich Deutschland auch auf internationaler Ebene für den Klimaschutz. Bundeskanzlerin Angela Merkel hat zugesagt, dass Deutschland ab dem Jahr 2020 jährlich vier Milliarden Euro in Maßnahmen für den internationalen Klimaschutz investieren wird. Die entsprechenden Maßnahmen werden vor allem vom Bundesministerium für wirtschaftliche Zusammenarbeit und Entwicklung durchgeführt, dazu zählen u. a. Investitionen in erneuerbare Energien in Entwicklungsländern, Projekte zum Waldschutz und auch die Anpassung an die Folgen des Klimawandels.

### Österreich

#### Klimaziele
Laut dem Entwurf des Nationalen Energie- und Klimaplans (NEKP) aus dem Jahr 2023 sollen die Treibhausgas-Emissionen um 48 % bis 2030 gegenüber 2005 reduziert werden. Im Jahr 2040 soll die Klimaneutralität erreicht werden.
Hierzu soll eine Steigerung der Netto-Kohlenstoff-Speicherung beitragen.

#### Maßnahmen und Instrumente
In der 2019 veröffentlichten Langfriststrategie bis 2050 werden Aktionsfelder genannt, auf die sich die Maßnahmen konzentrieren sollen. Neben einer allgemeinen Reduktion von Treibhausgas-Emissionen sollen natürliche Senken geschaffen werden. Außerdem sollen der Anteil erneuerbarer Energie und die Energieeffizienz gesteigert werden.
Maßnahmen zur Anpassung an den Klimawandel sollen ergriffen werden.
Darüber hinaus werden zahlreiche Maßnahmen in spezifischen Sektoren sowie in Bezug auf Konsum beschrieben, unter anderem wird auf die Rolle von Wasserstoff und der Bioökonomie sowie Digitalisierung und Innovation eingegangen.

Der Entwurf des Nationalen Energie- und Klimaplans (NEKP) aus dem Jahr 2023 sieht vor, eine progressive Bepreisung von Emissionen außerhalb des Emissionshandels umzusetzen. Die Sektoren Verkehr, Gebäude, Industrie, Landwirtschaft und Abfallwirtschaft sollen dekarbonisiert werden. Maßnahmen bezüglich Energieeffizienz und erneuerbarer Energie bleiben, es kommen weitere zur Versorgungssicherheit und dem Binnenmarkt hinzu.
Abgesehen von der Emissionsbepreisung wird eher auf Förderungen als auf Sanktionierungen gesetzt. Unter anderem begleitet die Klimaschutzinitiative klimaaktiv Maßnahmen bei Unternehmen und in Privathaushalten.

Trotz bereits erfolgter Maßnahmen konnte zwischen 1990 und 2021 keine deutliche Senkung der Treibhausgas-Emissionen erreicht werden.

#### Entwicklung der Klimapolitik in Österreich
Das Rahmenübereinkommen der Vereinten Nationen über Klimaänderungen wurde im Jahr 1994 ratifiziert. In Folge wurden das Kyoto-Protokoll 2002 und das Übereinkommen von Paris 2016 ratifiziert.

Österreichische Delegationen nehmen an den internationalen Klimaverhandlungen teil, zuletzt an der COP 28 in Dubai (Stand Ende 2023).

Neben anderen war Österreich 2012 einer der ersten Mitgliedsstaaten der EU, der eine Strategie und einen Aktionsplan zur Klimawandelanpassung entwickelt hatte. Unter Berücksichtigung von relevanten Entwicklungen wurde die Strategie 2016 aktualisiert. Die Implementierung der Maßnahmen in vierzehn Aktivitätsfeldern läuft seit 2012, es werden regelmäßig Fortschrittsberichte veröffentlicht.

In der aktuellen Legislaturperiode (2019 bis 2024) ist das Bundesministerium für Klimaschutz, Umwelt, Energie, Mobilität, Innovation und Technologie (BMK) unter der Ministerin Leonore Gewessler für Klimapolitik zuständig.

Wie auch in Deutschland, gibt es in Österreich sowohl auf Bundes- als auch auf Landesebene unterschiedliche klimapolitische Strategien und Aktivitäten.

### Niederlande
Am 20. Dezember 2019 verpflichtete ein Urteil des obersten Gerichtshofs der Niederlande in letzter Instanz die niederländische Regierung zur Einhaltung der Klimaziele, bis Ende 2020 die nationalen Emissionen um mindestens 25 Prozent gegenüber 1990 zu senken (→ Gerichtsverfahren zum Klimawandel#Niederlande). Der Hohe Rat bestätigte die Anwendung der Europäischen Menschenrechtskonvention in diesem Fall.

### Russland
Russland hat die Ratifizierung des Kyoto-Protokolls lange hinausgezögert. Erst am 4. November 2004 hat Präsident Putin dem Vertragswerk zugestimmt. Am 18. November 2004 hat Russland den Vereinten Nationen offiziell die Ratifizierung mitgeteilt. 90 Tage nach der Ratifizierung durch Russland, am 16. Februar 2005, ist das Kyoto-Protokoll in Kraft getreten. Ab 2022 wurde alles in Russland der Öllobby untergeordnet.

#### Vorhaben zum Klimaschutz
Russland hat kein offizielles Programm zur Senkung der CO2-Emissionen. Es wurde jedoch ein Programm zur Senkung des Anteils von Öl und Gas bei der Erzeugung von Strom beschlossen. Bei der Stromerzeugung soll der Anteil von Kohle, Wasserkraft und Atomenergie erhöht werden. Das bedeutet, dass der Anteil von Kohle auf 30 bis 35 Prozent wachsen wird. Der Anteil von Atomenergie bei der Stromerzeugung soll bis 2025 von jetzt 16 Prozent auf 25 Prozent erhöht werden. Wegen der niedrigen Strompreise rentieren sich diese Investitionen in Russland nicht.
Im Jahr 2021 gab der russische Präsident ein neues Ziel aus: Die Reduzierung der Treibhausgase auf 70 Prozent gegenüber dem Wert von 1990. Da die CO2-Emissionen 2015 aber nur die Hälfte des Niveaus von 1990 betrugen, erlaubt diese Zusage Russland sogar einen Anstieg der Emissionen. Bei diesem Wert von 50 Prozent wurden die riesigen sibirischen Wälder einbezogen. Einen Kohleausstieg, oder einen Verzicht auf den Export von Öl und Gas will sich Russland nicht leisten. Die Vorräte reichen bis mindestens 2040.

#### Internationale Zusammenarbeit
Am 8. September 2005 wurde die Erklärung von Deutschland und Russland für mehr Zusammenarbeit im Energiebereich unterzeichnet. Die verstärkte Zusammenarbeit bringt besonders in den Bereichen Energieeffizienz und erneuerbare Energien Vorteile für beide Seiten. Deutschland hat große Erfahrungen bei der effizienten Energienutzung und den erneuerbaren Energien.
Der EU-Umweltkommissar Stavros Dimas und der russische Umweltminister Juri Trutnew haben am 10. Oktober 2006 in Moskau ein Abkommen über die weitere Zusammenarbeit der EU mit Russland im Umweltbereich unterzeichnet. Danach soll eine Arbeitsgruppe mit sieben Untergruppen gebildet werden. Dabei befassen sich zwei Untergruppen mit „Klimaschutz“ und „Cleaner Production und Vermeidung von Umweltverschmutzungen“.
Am 8. Dezember 2006 führte der Ständige Partnerschaftsrat zu Energiefragen in Moskau seine zweite Sitzung durch. Auf dieser Sitzung haben die EU und Russland eine stärkere Zusammenarbeit bei der Verbesserung der Energieeffizienz vereinbart.
Russische Beamte wollten auch 2023 und 2024 zeigen wie Russland zur gemeinsamen Umsetzung von Klimaprojekten bereit sei. Offiziell will Russland bis 2060 klimaneutral sein. Intern wird halbherzig gerungen aber mit Energieeffizienz verbunden.

#### Erneuerbare Energien
Ein vom Industrie- und Energieministerium gemeinsam mit dem Unternehmen RAO EES ausgearbeitetes Gesetzesprojekt zur Unterstützung von erneuerbaren Energien in Russland sollte bis Ende 2007 von der Duma beraten und verabschiedet werden. Durch das Gesetz wäre der Anteil der erneuerbaren Energien an der Gesamtproduktion bis 2015 auf drei bis fünf Prozent und bis 2020 auf zehn Prozent erhöht worden. Bei den erneuerbaren Energien haben in Russland die Windenergie und kleine Wasserkraftwerke die größten Perspektiven. Die bis 2035 gültige Energiestrategie sieht keine Alternativenergien vor und unterstützt keine Klimapolitik.
Die Biomassenutzung wurde durch den russischen Staat gefördert. Das Programm zur Biomassenutzung sollte staatliche und private Unternehmen zur Nutzung von Bioenergiequellen motivieren und die Veredlung der Biomasse zu fördern. Dazu werden u. a. für die Unternehmen Steuervergünstigungen gewährt, die Biokraftstoffe herstellen.
Statt auf erneuerbare Energien setzt Russland auf Wasser- und Atomkraft, sowie auf die Produktion von „blauem“ Wasserstoff, der aus Erdgas hergestellt wird. Solar- und Windenergie spielen keine Rolle.

### Schweiz

#### Klimaschutz-Index
Beim Klimaschutz-Index lag die Schweiz 2021 auf Platz 14 von 57 untersuchten Staaten und der EU. Damit schneidet die Schweiz vergleichsweise gut ab. Umso mehr, weil die ersten drei Plätze im Index seit 2009 aus symbolischen Gründen nicht mehr vergeben werden. Andererseits bevorteilt der Index die Schweiz als großen Importeur grauer Emissionen deutlich, da er nur die Inlandsemissionen berücksichtigt. In der Kategorie nationale Klimapolitik liegt die Schweiz 2022 auf Platz 51 von 61 untersuchten Staaten (inkl. EU). Insgesamt liegt die Schweiz 2022 auf Rang 15.

#### Entwicklung der Schweizer Klimapolitik
1986 wurde im Schweizer Parlament der erste parlamentarische Vorstoß zum menschengemachten Klimawandel eingereicht. Der Nationalrat und Arzt Hugo Wick (CVP) schrieb: „Durch das Verbrennen von Kohle, Erdöl und Erdgas sowie durch das Abholzen grosser Waldgebiete, insbesondere in den Tropen, steigt die Konzentration von Kohlendioxid in unserer Atmosphäre seit Jahrzehnten exponentiell an. Zahlreiche Klimaforscher befürchten, dass dieser CO2-Anstieg zu einer eigentlichen Klimakatastrophe oder Klimarevolution, mit unabsehbaren Folgen für unsere Umwelt, führen kann.“
In seiner Stellungnahme zur Interpellation bestätigte der Bundesrat am 8. Dezember 1986 die Gefahr: „Modellrechnungen schätzen, dass bei gleichbleibendem Trend die globale mittlere Jahrestemperatur bis Mitte des nächsten Jahrhunderts um 1,5 bis 4,5 °C ansteigen könnte.“ Als Gegenmassnahme verwies er primär auf die weltweite Zusammenarbeit: „Sowohl hinsichtlich der Ursachen wie auch der Auswirkungen handelt es sich beim Treibhauseffekt um ein globales Problem. Der Bundesrat ist deshalb der Ansicht, dass Lösungen in erster Linie auf internationaler Ebene angestrebt werden müssen.“ Auf nationaler Ebene setzte er sich für Energiesparen und alternative Energien ein, die Förderung des öffentlichen Verkehrs und einen Verzicht auf den Weiterausbau des beschlossenen Nationalstrassennetzes.
Bundesrat Flavio Cotti, der nach seiner Wahl im Dezember 1986 das Eidgenössische Departement des Innern übernahm, strebte eine führende Rolle der Schweiz in der internationalen Umweltpolitik an. So lud er im November 1990 zur Zweiten Weltklimakonferenz in Genf ein und legte dort einen mit der EG und der EFTA abgestimmten Entwurf für eine Klimakonvention vor, die das Festschreiben von Emissionszielen und die weltweite Einführung einer CO2-Abgabe forderte. Der Vorstoss scheiterte am Widerstand der Amerikaner und der Araber. Er führte aber, auch dank dem diplomatischen Einsatz von Cotti, zur Verabschiedung der Klimakonvention (ohne Emissionsziele und CO2-Abgabe) an der Konferenz der Vereinten Nationen über Umwelt und Entwicklung von 1992 in Rio de Janeiro.
Die Schweiz zeigte sich in Rio zu weitergehenden Maßnahmen bereit. Sie nahm danach an den seit 1995 jährlich stattfindenden Klimagipfeln teil und setzte sich für verbindliche Emissionsziele ein, wie sie schließlich 1997 im Kyoto-Protokoll festgeschrieben wurden.
Das CO2-Gesetz vom 8. Oktober 1999, Kernstück der Schweizer Klimapolitik, trat am 1. Mai 2000 als Bundesgesetz vom 8. Oktober 1999 über die Reduktion der CO2-Emissionen in Kraft.
Die Schweiz trat den zwei zentralen internationalen Klima-Abkommen bei:
- 2003: Ratifizierung des Kyoto-Protokolls[216] und
- 2017: Ratifizierung des Übereinkommens von Paris[217]

Zur Umsetzung des Kyoto-Protokolls in der Schweiz wurde 2011 das CO2-Gesetz revidiert und das Ziel einer Emissionsminderung um 20 Prozent unter das Niveau von 1990 darin verankert. Für die Zeit nach 2021 erfolgt eine Totalrevision, die den nationalen Minderungsbeitrag berücksichtigt, den die Schweiz mit dem Übereinkommen von Paris zugesagt hat. Bis 2030 ist eine Minderung um mindestens 50 % gegenüber 1990 geplant, wobei ein Teil der Minderungen gemäß Artikel 6 des Übereinkommens von Paris im Ausland erbracht werden kann. Das Netto-Null-Ziel soll bis 2050 erreicht werden. Das revidierte CO2-Gesetz wurde im Herbst 2020 vom Parlament angenommen. Da dagegen das fakultative Referendum ergriffen wurde, kam es am 13. Juni 2021 zu einer Volksabstimmung. Dabei wurde die Neufassung des CO2-Gesetzes mit 51,6 Prozent Nein-Stimmen abgelehnt.
Diese Ziele sollen besonders durch Maßnahmen der Umwelt-, Energie-, Verkehrs- und Finanzpolitik erreicht werden. Ergänzt werden soll dies durch freiwillige Maßnahmen von Unternehmen und Privaten. Die Schweiz will bis 2050 die Klimaneutralität erreicht haben.

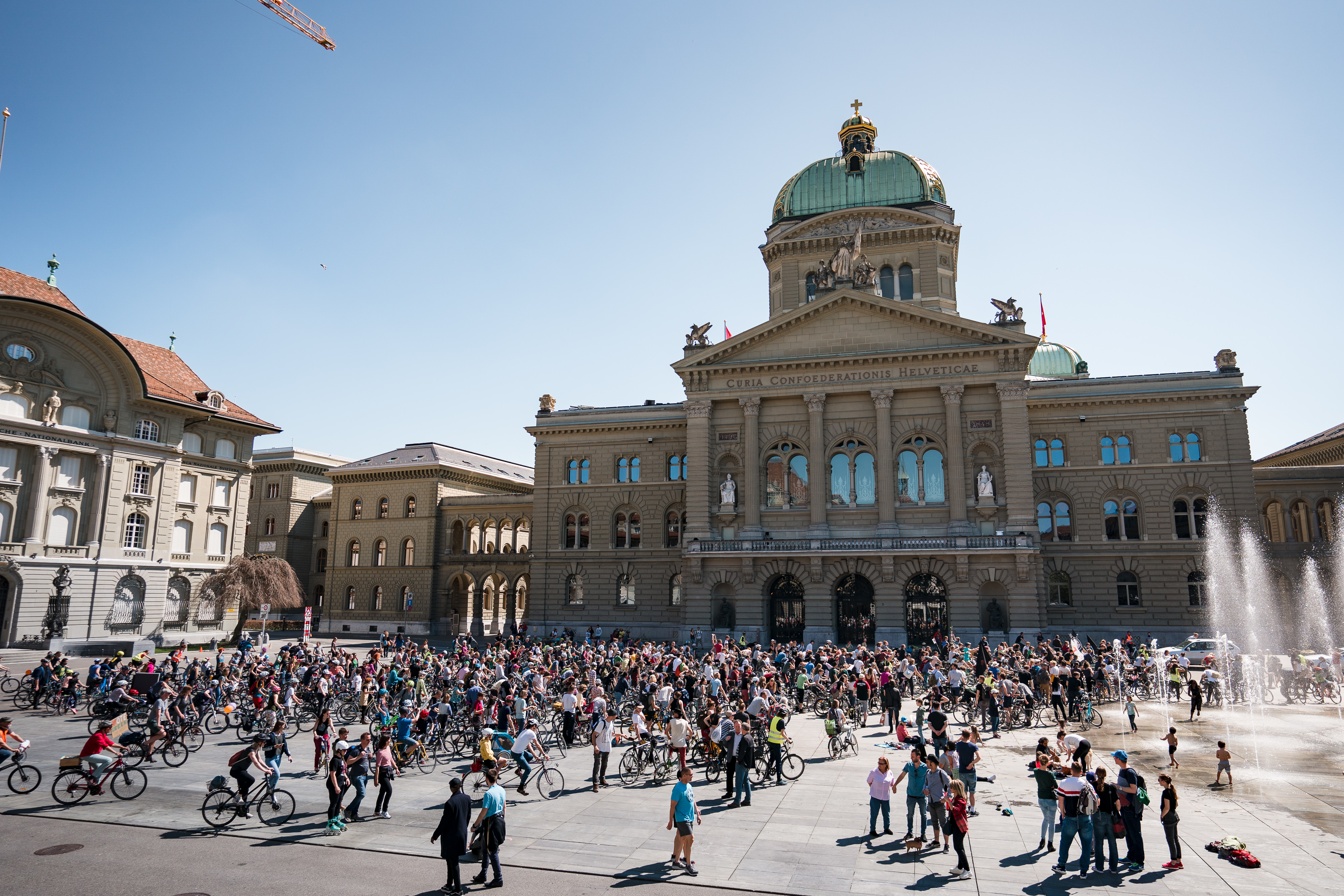
Klimastreik vor dem Bundeshaus am 20. April 2019

Bei Parlamentswahlen nahm das Thema Klimawandel bei den Nationalratswahlen 2007 erstmals einen prominenten Platz ein. Bei den Wahlen 2019 wurde von Klimawahl gesprochen, weil die Klimastreiks von jungen Menschen weltweit und in der Schweiz breite öffentliche Diskussionen auslösten.
Das «Bundesgesetz über die Ziele im Klimaschutz, die Innovation und die Stärkung der Energiesicherheit (KIG)», ein indirekter Gegenvorschlag zur bedingt zurückgezogenen Gletscherinitiative, kam am 18. Juni 2023 zur Volksabstimmung, da die SVP das Referendum dagegen ergriffen hatte. Das Gesetz – das die Massnahmen festschreibt, wie die Schweiz die Ziele gemäss dem Pariser Abkommen erreichen will – wurde mit 59 Prozent Ja angenommen.
2024 wurde die Schweiz vom Europäischen Gerichtshof für Menschenrechte (EGMR) aufgrund der Klage der Klimaseniorinnen wegen Verletzung der Europäischen Menschenrechtskonvention verurteilt.
Am 29. Januar 2025 hat der Bundesrat das neue Verminderungsziel der Schweiz unter dem Pariser Übereinkommen gutgeheissen, welches im Einklang mit den im Klima- und Innovationsgesetz definierten Zwischenzielen steht. Dabei soll die Schweiz den Treibhausgas-Ausstoss bis 2035 um mindestens 65 Prozent gegenüber dem Stand von 1990 vermindern.

#### Programm EnergieSchweiz und Energiestrategie 2050
Das Programm EnergieSchweiz war ein wichtiger Bestandteil der Schweizer Energie- und Klimapolitik. Es stand in enger Verbindung mit den anderen Gesetzen wie dem Energiegesetz, dem Stromversorgungsgesetz, dem CO2-Gesetz, der CO2-Abgabe, dem Klimarappen auf Kraftstoffen und dem Gesetz über die Mineralölsteuer.
Dieses Programm EnergieSchweiz verfolgte die Ziele:
- Senkung des Verbrauchs an fossilen Energien und der CO2-Emissionen um 10 Prozent bis 2010 gegenüber 1990.
- Begrenzung des Elektroenergieverbrauchs auf eine Steigerung von höchstens 5 Prozent bis 2010
- Fortbestehen der Wasserkraft zur Erzeugung von Strom und volle Nutzung des Produktionspotenzials der Wasserkraft
- Erhöhung des Anteils der neuen erneuerbaren Energien um 1 Prozent an der Erzeugung von Strom und um 3 Prozent an der Wärmeerzeugung.

Eine Vielzahl von Produkten auf allen Ebenen und in allen Landesteilen unterstützte die Erreichung der Ziele. Ebenso gibt es viele Aktivitäten der Partner unter dem Qualitätssiegel von EnergieSchweiz.
Die erste Etappe 2001–2005 hat das Programm EnergieSchweiz erfolgreich abgeschlossen. In der zweiten Etappe 2006–2010 sollte die Wirkung um 25 Prozent gesteigert werden. Dabei sollten die Kräfte auf die Bereiche konzentriert werden, in denen die größten Potentiale für mehr Energieeffizienz und erneuerbare Energien liegen:
- Gebäudemodernisierung
- erneuerbare Energien
- energieeffiziente Geräte und Motoren
- rationelle Energie- und Abwärmenutzung in der Wirtschaft
- energieeffiziente und emissionsarme Mobilität[229]

Die umgesetzten Maßnahmen waren unzureichend, die Emissionen lagen 2010 um 1,4 % über denen des Jahres 1990 und somit knapp 13 % oberhalb der Zielmarke.
Als Nachfolgeprogramm wurde die Energiestrategie 2050 als Massnahmenpaket formuliert, welches am 21. Mai 2017 in einer schweizweiten Volksabstimmung angenommen worden ist. Über die Umsetzung entstand eine lebhafte Diskussion, wobei Kritiker auf Schwachstellen bei Prognosen und Planung hinwiesen.

#### Weitere Maßnahmen
Die Lenkungsabgabe verfolgt das Ziel, das Verhalten der Abgabepflichtigen in der Schweiz in die Richtung Klimaschutz zu lenken. Sie wird auf Brennstoffen, flüchtigen organischen Verbindungen sowie Heiz- und Kraftstoffen mit hohem Schwefelgehalt erhoben.
Die CO2-Abgabe auf Brennstoffe ist eine neue Form der Abgabe in der Schweiz. Sie ist ein marktwirtschaftliches Lenkungsinstrument, das über Preisanreize den Verbrauch fossiler Brennstoffe senken soll. Große Emittenten einiger Wirtschaftszweige nehmen am Emissionshandelssystem der Schweiz teil, das ab 2020 mit dem Emissionshandelssystem der EU verknüpft sein wird.
Der Klimarappen auf Kraftstoffen ist eine freiwillige Maßnahme der Erdölbranche der Schweiz. Der Klimarappen ist eine Abgabe auf alle Benzin- und Dieselimporte in einer Höhe von 1,3 bis 1,9 Rappen je Liter.

#### KlimaBündnis-Städte Schweiz
21 Städte in der Schweiz haben sich zur Plattform KlimaBündnis-Städte Schweiz (KBSS) zusammengeschlossen. Sie wollen gemeinsam eine aktive Klimapolitik ausüben und die indigenen Völker der tropischen Regenwälder in Bezug auf eine nachhaltige Nutzung ihrer Lebensräume unterstützen.

### Vereinigtes Königreich

#### Erfüllung der Verpflichtungen im Kyoto-Protokoll
Das Vereinigte Königreich hat das Kyoto-Protokoll am 29. April 1998 unterzeichnet. Die Ratifizierung erfolgte am 31. Mai 2002.
Das Vereinigte Königreich hat sich im Kyoto-Protokoll verpflichtet, die Treibhausgas-Emissionen bis 2012 um 12,5 Prozent zu senken. Im Jahr 1990 betrugen die Treibhausgas-Emissionen 776,1 Millionen Tonnen CO2-Äquivalent, im Jahr 2004 665,3 Millionen Tonnen CO2-Äquivalent. Das bedeutet, dass die Treibhausgas-Emissionen in diesem Zeitraum um 14,3 Prozent gesunken sind. Bis 2030 sollen die Treibhausgasemissionen um 68 Prozent unter dem Niveau von 1990 liegen. Großbritannien übernahm am 3. Dezember 2020 mit diesem ambitionierten Emissionsziel eine Führungsrolle in der internationalen Klimapolitik.

#### Klimaschutz-Index
Das Vereinigte Königreich liegt beim Klimaschutz-Index 2019 auf Platz 8 von 56 untersuchten Staaten und der EU und somit auf demselben Platz wie im vorherigen Jahr. Der hohe Rang wird unter anderem durch den Kohleausstieg und dadurch sinkende Pro-Kopf-Treibhausgasemissionen erreicht. Experten bemängeln, dass andere Sektoren nicht genug Beachtung fänden. Emissionen im Verkehrssektor seien zuletzt gestiegen.

#### Positionen zum Klimaschutz
In seinem Vorwort zum im März 2006 veröffentlichten Klimawandel-Programm 2006 erklärte der britische Premierminister Tony Blair, der Klimawandel sei wahrscheinlich die größte langfristige Herausforderung, der die Menschheit gegenüberstehe. Das sei der Grund dafür, warum er diese Herausforderung als eine der höchsten Prioritäten, sowohl für das Vereinigte Königreich als auch international, für seine Regierung eingestuft habe.
Die britische Außenministerin Margaret Beckett sagte am 21. September 2006 in New York beim Treffen des Rates für Auswärtige Beziehungen:
Der Klimawandel sei ein globales Problem mit verheerenden weltweiten Auswirkungen. Das sei der Grund dafür, dass sich ihr Ministerium auf diesem Gebiet engagiere. Dies sei auch der Grund, dass das Vereinigte Königreich den Klimaschutz zu einer seiner zehn strategischen internationalen Prioritäten erklärt hat.
Die Regierung des Vereinigten Königreichs behauptete im Mai 2007, die Stromversorgung Großbritanniens könne nur mit neuen Kernkraftwerken gesichert werden. Dahinter verbirgt sich besonders die Angst der Abhängigkeit vom russischen Gas. Das veröffentlichte Strategiepapier „Energy White Paper“ schließt ein eindeutiges Bekenntnis zur Kernenergie ein, woraus sich der Neubau von Kernkraftwerken ergibt.
Am 26. Juli 2007 erklärte der britische Umweltminister Phil Woolas gegenüber dem Parlament, durch die Klimawandel-Vereinbarungen würde die Senkung der CO2-Emissionen in einer Vielzahl von energieintensiven Sektoren fortgesetzt werden. Die Klimawandel-Vereinbarungen seien freiwillige Vereinbarungen mit 51 energieintensiven Sektoren, die ungefähr 10.000 Einrichtungen abdecken. Die Betreiber dieser Einrichtungen würden einen ermäßigten Satz (20 Prozent) der Klimawandel-Abgabe zahlen, um als Gegenleistung anspruchsvolle Energieeffizienz-Ziele zu erreichen.
Eine einflussreiche Gruppe von Mitgliedern der Legislative des Vereinigten Königreichs erklärte am 3. August 2007, der Plan des Vereinigten Königreichs, durch Gesetze verbindliche Grenzen für die Treibhausgas-Emissionen zu setzen, gehe nicht weit genug. Es sei versäumt worden, die schnell wachsende Luftfahrtbranche miteinzubeziehen. Dadurch würde die Glaubhaftigkeit der geplanten Gesetze – die in ihrer Art die ersten der Welt seien – untergraben.
Das Vereinigte Königreich hat seine Emissionen seit 1990 fast halbiert. Die Förderung von erneuerbaren Energien und eine hohe Emissionssteuer haben dazu geführt, dass die Kohle im britischen Strommix keine Rolle mehr spielt. Die Stromversorgung soll gemäß Plänen der Regierung Johnson bis 2035 klimaneutral werden – «solange die Versorgungssicherheit gewährleistet ist».

#### Übersichten
Die Synthese der Klimawandel-Politik des Vereinigten Königreichs beruht auf einer ausführlichen Hintergrundanalyse. Auf dieser Grundlage wird eingeschätzt, ob neue Strategien, die als Teil des Überprüfungsprozesses untersucht wurden, in das neue Programm einbezogen werden können.
Das Klimawandel-Strategiesystem erklärt im Rahmen eines Entwurfs die Strategie des Vereinigten Königreichs zum Erreichen der anspruchsvollen Ziele. Das System zeigt, dass die inländische Politik Teil einer internationalen Strategie zur Gestaltung einer weltweiten CO2-armen Wirtschaft ist.
Das „Energy White Paper“ vom Mai 2007 dient als Strategiepapier des Vereinigten Königreichs dazu, den Herausforderungen der Energie gerecht zu werden.
Energie wird in fast allen Situationen des Lebens benötigt. Energie ist erforderlich für den Erfolg der Wirtschaft. Es gibt zwei langfristige Herausforderungen der Energie:
- Bremsen des Klimawandels durch die Reduzierung der CO2-Emissionen sowohl innerhalb des Vereinigten Königreichs als auch weltweit;
- Garantie einer sicheren, umweltfreundlichen und kostengünstigen Energie, um zunehmend von importierten Brennstoffen unabhängig zu werden.[241]

Die Erhöhung der Energieeffizienz ist eine der wichtigsten Maßnahmen zur Reduzierung der CO2-Emissionen. Sie spiegelt sich im „UK Energy Efficiency Action Plan 2007“ wider.
Die Erhöhung der Energieeffizienz hat bereits in der Vergangenheit einen bedeutenden Beitrag für das Energiesystem des Vereinigten Königreichs und die Erreichung der Klimaschutzziele geleistet. Die Energieeinsparungsstrategien und Maßnahmen, die im „UK Energy Efficiency Action Plan 2004“ und im Klimawandel-Programm umgesetzt wurden, führten zu bedeutenden Einsparungen. Die kürzlich angekündigten Maßnahmen im „Energy White Paper“ werden die Stimulierung der Energieeffizienz in Unternehmen, im öffentlichen Bereich und in Haushalten fortsetzen.
Die Abfallstrategie des Vereinigten Königreichs stellt sich das Ziel, den Abfall durch die Herstellung von Erzeugnissen mit weniger Naturressourcen zu reduzieren. Die meisten Erzeugnisse sollten wiederverwendet oder ihre Rohstoffe recycelt werden. Energie sollte – wo es möglich ist – aus anderen Abfällen gewonnen werden. Für eine kleine Menge von Reststoffen sind Mülldeponien erforderlich.

#### Maßnahmen
Das Klimawandel-Programm 2006 des Vereinigten Königreichs schließt eine Strategie zur Reduzierung der Treibhausgas-Emissionen ein. Diese Strategie enthält folgende Kapitel:
- Die höchste Priorität der Regierung hat die Erreichung der rechtsverbindlichen Ziele des Kyoto-Protokolls. Es ist jedoch wahrscheinlich, dass größere Emissionsreduzierungen möglich sind. Dies ist darauf zurückzuführen, dass die Regierung und die dezentralen Verwaltungen das Ziel vereinbart haben, die CO2-Emissionen um 20 Prozent bis 2010 gegenüber dem Niveau von 1990 zu senken. Dabei ist sicherzustellen, dass das Vereinigte Königreich die beispielhafte Führung beim Klimawandel fortsetzt und den Übergang zu einer „Niedrig-Kohlenstoff-Wirtschaft“ beginnt.
- Der kürzliche Anstieg der weltweiten Energiepreise und besonders ihre Auswirkungen auf die entsprechenden Preise für Kohle und Gas haben im Vereinigten Königreich in letzter Zeit zu einer Zunahme der CO2-Emissionen geführt. Einige Strategien zur Bekämpfung des Klimawandels beziehen Vorauskosten ein, aber langfristig können sie zu bedeutenden Einsparungen bei den Energiekosten führen. Die Regierung hat dafür eine Anzahl von Zielen zusammengefasst und den richtigen Ausgleich ausgehandelt, wenn Entscheidungen getroffen werden.
- Das Klimawandel-Programm beruht auf einer Anzahl von Grundsätzen:
  - das Erfordernis, ausgeglichene Lösungsvorschläge mit allen Zuständigkeitsbereichen und allen Teilen des Vereinigten Königreichs zu übernehmen;
  - das Erfordernis der Absicherung, und wo es möglich ist, einer Aufwertung, der Wettbewerbsfähigkeit des Vereinigten Königreichs, der Ermutigung zu technischen Innovationen, der Förderung der gesellschaftlichen Einbeziehung und Minderung der Schädigung der Gesundheit;
  - das Erfordernis der Konzentration auf flexible und kosteneffektive Strategiealternativen, die zusammenarbeiten, um ein ganzheitliches Paket zu entwickeln;
  - das Erfordernis, eine langfristige Betrachtung vorzunehmen, die Ziele über die erste Kyoto-Verpflichtungsperiode hinaus im Auge zu behalten; und
  - das Erfordernis, die Programme zu beobachten.
- Die bestehenden Strategien gewährleisten, dass die Verpflichtung des Vereinigten Königreichs unter dem Kyoto-Protokoll eingehalten wird. Es muss jedoch mehr getan werden, um das nationale Ziel zu erreichen. Es wird erwartet, dass die neuen Maßnahmen im Programm zu einer weiteren Reduzierung von sieben bis zwölf Megatonnen CO2 bis 2010 führen werden. Das soll erreicht werden bei einer Gesamtreduzierung von 15 bis 18 Prozent bis 2010. Der Bereich ist durch die EU-Emissionshandels-Richtlinie ausgewiesen, auf deren Grundlage die jetzige Beratung begonnen wird. Die Endfassung für den nationalen Aufteilungsplan wird im Sommer beschlossen, wenn der Plan der EU-Kommission vorgeschlagen werden soll.
- Im Energiebericht an den Premierminister wird darüber informiert, wie die langfristigen Ziele verwirklicht werden können, die im „Energy White Paper“ abgesteckt sind, wie beispielsweise die Reduzierung der CO2-Emissionen um 60 Prozent bis 2050. Verschiedene laufende Prozesse, wie beispielsweise die Überprüfung von vorhandenen Gebäuden, werden eine wichtige Rolle spielen. Das Programm macht auch einige Ideen für zusätzliche Kohlenstoffspeicherungen zu seiner eigenen Sache.
- Die nächsten sechs Kapitel des Programms stecken die Maßnahmen zur Reduzierung der Treibhausgas-Emissionen in umfassenden Sektoren ab: Energieversorgung, Industrie, Verkehr, Hauswirtschaft, Landwirtschaft, Forstwirtschaft, Bodenmanagement sowie Regierung und Kommunalverwaltung.
- Das „Bringing it all together“-Kapitel fasst alle Maßnahmen zusammen, die Bestandteil des Klimawandel-Programms sind, und gibt einen Hinweis über den Fortschritt, den die Regierung bis 2010 gegenüber ihren Verpflichtungen unter dem Kyoto-Protokoll und dem inländischen CO2-Ziel erwartet.
- Mit dem Programm hat die Regierung nicht das letzte Wort gesprochen. Die Regierung wird die Strategie unter Kontrolle behalten. Eingeführt wird ein neuer alljährlicher Bericht an das Parlament. Dieser Bericht enthält Informationen über das Niveau der Treibhausgas-Emissionen im Vereinigten Königreich und empfiehlt Schritte, die unternommen werden müssen, um die Treibhausgas-Emissionen zu reduzieren. Der Bericht wird auch einen vorausschauenden Arbeitsplan für das folgende Jahr abstecken. Der wirtschaftliche Überblick des Klimawandels wird bei neuen Angeboten für die Einführung eines „Kohlenstoffhaushalts“ ebenso berücksichtigt. Die Analyse wird Impulse für den Energiebericht geben.
- Bei der Entwicklung der Maßnahmen im Klimawandel-Programm hat die Regierung die Prinzipien einer besseren Regulierung berücksichtigt. Das bedeutet, dass das Programm so gestaltet ist, dass seine Ziele mit einem Minimum an zusätzlich regelnden Belastungen erreicht werden können. Bewertungen von individuellen Strategien werden außerdem als Optionen zur Vereinfachung der Gestaltung berücksichtigt, ebenso wie Ideen für die Reduzierung der administrativen Belastungen.
- Der ständige Überblick über die Luftqualitätsstrategie zur Reduzierung der Luftverschmutzung hat auch die Einwirkung der Strategien und Maßnahmen bei den Treibhausgasen berücksichtigt. Die kritische Betrachtung des Klimawandel-Programms hat auch zu einer gleichartigen Herangehensweise geführt, Maßnahmen zu identifizieren, die gewisse Luftqualitätsvorteile aufweisen. Auf lange Sicht werden zwei Strategien synergisch zusammenarbeiten.
- Ein Hauptbestandteil der Strategie des Vereinigten Königreichs ist die Einbeziehung aller Teile der Gesellschaft in den Kampf gegen den Klimawandel. Die Regierung ist verpflichtet, das Bewusstsein zu erhöhen, sich im erforderlichen Maße mit dem Klimawandel auseinanderzusetzen, mit den Organisationen wie beispielsweise dem Energieeinsparungskonzern und dem Kohlenstoffkonzern zusammenzuarbeiten, um die einzelnen Menschen und die Unternehmen zu ermutigen, bei der Reduzierung ihrer Treibhausgas-Emissionen aktiv zu werden.[244]

Das Umweltministerium des Vereinigten Königreichs hat am 13. März 2007 einen Gesetzentwurf vorgelegt, in dem sich das Vereinigte Königreich als erstes Land verpflichten soll, einen festgelegten Stufenplan zur Senkung der Treibhausgas-Emissionen einzuhalten. Danach sollen die CO2-Emissionen bis zum Jahr 2020 um 26 bis 32 Prozent gegenüber dem Stand von 1990 gesenkt werden. 2008 wurde schließlich der „Climate Change Act“ beschlossen und 2019 verschärft. Dieses Gesetz verpflichtet das Land bis 2050 Treibhausgasneutralität zu erreichen. Eine unabhängige Klima-Kommission, das Committee on Climate Change, wurde zur Überwachung des Gesetzes eingerichtet.
Der Fokus der Regierungen Johnson und Sunak liegt auf Wind- und Atomkraft. Ein 450 Millionen Pfund schweres Subventionsprogramm soll Hausbesitzer dazu animieren, ihre Gasboiler durch Wärmepumpen zu ersetzen. Ab 2035 sollen alle Autos im Land in der Lage sein, ohne Benzin und Diesel zu fahren. Die Regierung Sunak hat zudem versprochen, das Königreich bis 2045 „energieunabhängig“ zu machen, indem auch in der Nordsee verstärkt Gas und Öl gefördert werden soll.

#### Emissionshandel
Vor der Einführung des EU-Emissionsrechtehandelsystems gehörten die britischen Emissionshandelsprojekte zur Strategie des Vereinigten Königreichs zur Senkung der Treibhausgas-Emissionen. Diese Projekte sollten die beiden Hauptpfeiler des Emissionshandelssystems des Vereinigten Königreichs, die Climate Change Agreement und die Direct Participation ergänzen.
Es wird ein neues Emissionshandelssystem für das Vereinigte Königreich vorgeschlagen. Das vorgeschlagene System ist ein Obergrenzen- und Handelssystem für große nicht energieintensive Unternehmen, die derzeit nicht durch andere zentrale Nicht-Haushalts-Klimastrategien abgedeckt sind, einschließlich des EU-Emissionsrechtehandelssystems und der Klimawandel-Vereinbarung. Die Beteiligten sind einer oberen Begrenzung der gesamten Emissionen, im Zusammenhang mit der Nutzung von Elektrizität und Kraftstoff, unterworfen. Darüber hinaus dürfen die Organisationen mit Emissionsrechten handeln.
Das Vereinigte Königreich hat einen staatlichen Emissionshandelsfonds ins Leben gerufen, um die Verpflichtung, Emissionen auszugleichen, die sich aus dienstlichen und ministeriellen Flugreisen ergeben, zu erfüllen. Diese Verpflichtung wurde durch den Premierminister abgegeben, als Teil einer größeren Strategie zur nachhaltigen Entwicklung, die im März 2005 herausgebracht wurde.
Die britische Ministerin für Klimawandel, Biodiversität und Abfall Joan Mary Ruddock hat am 13. Juli 2007 einen freiwilligen Leitfaden der besten Methoden für die Emissionshandelsbranche angekündigt. Der Leitfaden wird von der Emissionshandelsbranche, den Unternehmen, den Umweltschutzorganisationen und anderen nachdrücklich unterstützt.
Am 23. Juli 2007 erklärte ein Umweltausschuss des britischen Parlaments, der Emissionshandel müsse eine bedeutende Rolle im Kampf gegen den Klimawandel spielen, wobei vordringlich Verfahrensregeln gebraucht würden.
Der freiwillige Emissionshandel erfordere, dass Einzelpersonen und Gesellschaften unterschiedlich für die Senkung der Treibhausgas-Emissionen bezahlt werden müssten. Dies sei nicht geregelt und so unterschiedlich gegenüber einem obligatorischen internationalen System unter dem Kyoto-Protokoll.

#### Clean Development Mechanism (CDM) und Joint Implementation (JI)
Das Department für Umwelt, Ernährung und ländliche Angelegenheiten fungiert als Designated National Authority (DNA) [zuständige nationale Aufsichtsbehörde] des Vereinigten Königreichs für CDM. Die DNA funktioniert als einfaches Verfahren für die Ausgabe der Zulassung zur freiwilligen Teilnahme für künftige Projektteilnehmer.
Das Department für Umwelt, Ernährung und ländliche Angelegenheiten ist der Designated Focal Point (DFP) [zuständige Zentralstelle] des Vereinigten Königreichs für JI. Die Regierung genehmigt derzeit nicht die JI-Projekte im Vereinigten Königreich. Sie kann aber Genehmigungen an die Firmen des Vereinigten Königreichs ausgeben, die an ausländischen JI-Projekten teilnehmen möchten.
Die DNA veröffentlicht die Liste der Projekte, die die Genehmigung des Vereinigten Königreichs für die Teilnahme am CDM erhalten haben.
In dem Bestreben, Erfahrungen auszutauschen und die Partnerschaft zwischen Ägypten und den britischen Unternehmen auf dem Gebiet des CDM zu verstärken, hat sich das britisch-ägyptische Klimawandel-Seminar auf finanzielle Strukturen, Technologien und Beratungsdienste für lokale CDM-Projekte konzentriert.
Der ägyptische Minister für Umweltangelegenheiten, Maged George, sagte, dass das Seminar, das von der britischen Botschaft in Kairo organisiert wurde, eine große Chance sei, eine erfolgreiche Partnerschaft und Kooperation mit dem Vereinigten Königreich zu verwirklichen. Weiterhin sagte er, das Vereinigte Königreich werde als eines der größten Länder angesehen, die erfolgreich CDM-Projekte einführen und unterstützen.
Das Projekt Capacity Building on Implementation CDM in Guizhou [Kapazitätsbildung durch Inbetriebnahme von CDM in Guizhou] (China) erhält nachdrückliche Unterstützung von in Beziehung stehenden Politikern. Nationale Führungskräfte Chinas und der britische Generalkonsul haben ebenfalls bei der Projektförderung und der Verbindung der Projektaktivitäten mit anderen zusammenhängenden Aktivitäten des britischen Generalkonsuls geholfen. In Guizhou hat sich ein Marktpotential zur Entwicklung von CDM-Projekten etabliert.
In vielen Ländern treibt die Regierung die Entwicklung von Klimawandel-Unternehmen voran. Im Vereinigten Königreich liegt die Initiative beim privaten Sektor, wobei dieser jedoch von der Regierung unterstützt wird. Als ein Teil dieser Unterstützung organisiert das Climate Change Projects Office (CCPO) [Klimawandel-Projekte-Behörde] Handelsvertretungen für die Schlüsselstaaten, die CDM-Projekte unter dem Kyoto-Protokoll ausrichten können.
Die letzte Mission erfolgte nach Südamerika mit Ereignissen in Chile, Argentinien und Brasilien. Auf Grund ihrer Größe und des Profils ihrer Wirtschaftssysteme bestehen in China und Indien die größten Interessen für CDM. Im Vereinigten Königreich gibt es jedoch unter den Investoren für den Klimawandel ein wachsendes Interesse für Lateinamerika im Allgemeinen und für Südamerika im Besonderen.
Umweltminister Phil Woolas hat im Juli 2007 die Stadt London aufgefordert, mit der Regierung in der Richtung zusammenzuarbeiten, mehr faire Investitionen in umweltverträgliche Entwicklungstechnologien in den Entwicklungsländern, besonders in Afrika, zu tätigen.
In einer Ansprache auf einer Großstädtekonferenz zu den Themen CDM und weltweiter Emissionsmarkt sagte Woolas, London sei das unbestrittene Zentrum des CO2-Marktes. Er betonte, die Stadt müsse eine Hauptrolle in einem kritischen Stadium des Marktes spielen.

#### Internationale Zusammenarbeit
Das Vereinigte Königreich und Deutschland wollen die Zusammenarbeit bei der Klimaforschung erweitern. Das wurde im November 2004 auf der deutsch-britischen Klimakonferenz anlässlich des Besuchs der Queen in Berlin festgelegt. Wichtige Themen der Zukunft sind eine verbesserte Anpassung an die derzeitigen Klimatrends und die extremen Wetterereignisse.
Die Schwerpunkte der internationalen Zusammenarbeit sind:
- Aufbau auf den Fortschritt, der auf den Klimawandelkonferenzen der G8-Gipfel in Gleneagles, Montreal und Heiligendamm erreicht wurde, um das internationale System zur Bekämpfung des Klimawandels zu stärken.
- Die Verstärkung der Partnerschaft mit der EU bei ihren Anstrengungen, Indien, China und anderen Entwicklungsländern zu helfen, sich zu Niedrig-Kohlenstoff-Wirtschaften zu entwickeln.
- Der Aufbau eines internationalen Konsenses im weltweiten Maßstab, um das Klima zu stabilisieren und einen gefährlichen Klimawandel abzuwenden.
- Zusammenarbeit mit den anderen EU-Partnern, um bestimmte Abkommen in der EU zu fördern, insbesondere die Stärkung des EU-Emissionsrechtehandelssystems nach 2012, und es zum Mittelpunkt des weltweiten Kohlenstoffmarktes zu machen.
- Unterstützung der internationalen Zusammenarbeit und Koordination, um die erfolgreiche Ausweitung der neuen Technologien durch die Wirksamkeit auf den wichtigsten Gebieten wie Erzeugnisnormen sowie Forschung und Entwicklung zu sichern.[261]

Im Juli 2005 wurde auf dem G8-Gipfel in Gleneagles die Wichtigkeit der Verstärkung der Technologiekooperation zwischen Industriestaaten und Entwicklungsländern hervorgehoben, um CO2-arme Energieoptionen zu entwickeln. Viele Industriestaaten fordern neue Lösungsvorschläge für die internationale Kooperation auf dem Gebiet der erneuerbaren Energie-Technologien. Als Folgeergebnis haben sich die Regierung des Vereinigten Königreichs und die indische Regierung entschlossen, bei einer Studie zur Abschätzung der Hindernisse für die Übertragung von CO2-armen Energietechnologien zwischen Industriestaaten und Entwicklungsländern zusammenzuarbeiten.
Das Vereinigte Königreich und Kalifornien entschieden sich am 31. Juli 2006, gemeinsam gegen den Klimawandel zu kämpfen. Der kalifornische Gouverneur Arnold Schwarzenegger stellt sich gegen die Klimapolitik des US-Präsidenten Bush. Schwarzenegger sagte, dass Kalifornien nicht warten würde, bis die US-Regierung wirksame Maßnahmen gegen den Klimawandel unternehme. Der britische Premierminister Blair erklärte, der Klimawandel sei das langfristig wichtigste Problem, das bewältigt werden müsse. Es wurde eine Vereinbarung zur Zusammenarbeit und der gemeinsamen Forschung auf den Gebieten umweltfreundliche Technologien und Brennstoffe abgeschlossen. Außerdem solle der Emissionshandel mit Treibhausgasen ins Auge gefasst werden.
Am 20. Juli 2007 gaben Frankreich und das Vereinigte Königreich bekannt, die EU aufzufordern, die Mehrwertsteuer für umweltfreundliche Produkte wie energiesparende Kühlschränke und kraftstoffsparende Autos zu senken, um ein Beispiel zur Bekämpfung des Klimawandels zu schaffen.
Der französische Präsident Nicolas Sarkozy und der britische Premierminister Gordon Brown wollen ihre Finanzminister beauftragen, die Anfrage der EU zuzustellen.
Sarkozy sagte, die französisch-britische Initiative werde ihnen erlauben, ein Exempel zu statuieren.

#### Energieeffizienz
Der kostengünstigste Weg zur Senkung der Emissionen ist die effiziente Nutzung der Energie. Diese kann auch die Produktivität verbessern. Sie kann dazu beitragen, die Sicherheit der Energieversorgung durch weniger Vertrauen auf importierte Energie zu erhöhen. Dadurch wird sichergestellt, dass ein Höchstmaß der Nutzung der eigenen und weltweiten Energieressourcen erreicht wird. Ebenso wichtig ist, dass die Verbesserung der Energieeffizienz der Haushalte zu niedrigeren Energierechnungen führen kann. Die Verbesserung der Energieeffizienz kann sichern helfen, dass die meisten Einkommensschwachen es sich leisten können, ihre Wohnungen zu heizen.
Es gibt keine Einzelstrategie, die die Effizienz, alle Bereiche im Vereinigten Königreich übergreifend, verbessern kann. Deshalb hat das Department für Umwelt, Ernährung und ländliche Angelegenheiten eine Reihe von Strategien entworfen, die Energieeffizienz-Lösungen einschließen:
- Im Haushaltsbereich soll die Effizienz der Gebäude selbst ebenso wie die der Produkte und Dienstleistungen in ihnen verbessert werden. Für die Menschen sollen Informationen bereitgestellt werden. Sie sollen Hinweise erhalten, wie sie die Energieeffizienz verbessern können.
- In den Unternehmen und öffentlichen Bereichen werden Anreize unterstützt und Ziele für die Organisationen gesetzt. Ebenso soll die Bereitstellung von Informationen und Hinweisen erfolgen.
- Im Verkehrsbereich soll in Zusammenarbeit mit der Industrie und anderen Bereichen die Effizienz der Fahrzeuge verbessert werden. Innovation und Gestaltung sollen gefördert werden.
- International erfolgt die Zusammenarbeit mit der EU in Richtung einer 20-prozentigen Senkung des EU-Energieverbrauchs bis 2020. Die Zusammenarbeit mit den G8-Staaten ebenso wie mit den anderen Staaten geschieht durch die Renewable Energy And Energy Efficiency Partnership (REEEP) [Erneuerbare-Energie-und-Energieeffizienz-Partnerschaft].[265]

Der Energieeffizienz-Aktionsplan 2007 des Vereinigten Königreichs besagt:
- Entsprechend dem Artikel 4 der Energie-Endverbrauch-Effizienz- und Energie-Dienstleistungsrichtlinie strebt das Vereinigte Königreich an, ein allumfassendes Signal für eine Energieeinsparung von neun Prozent für den Zeitraum von 2008 bis Ende 2016 zu setzen.
- Das Ziel wird in absoluten Begriffen, das heißt TWh oder ein Äquivalent, ausgedrückt. Die Direktive schreibt eine Methodik vor, die genutzt werden muss, um das Ziel zu erreichen.
- Das Ziel von neun Prozent im Jahresdurchschnitt bezieht sich auf den jährlichen Inlandsenergieverbrauch aller Energienutzer innerhalb des Geltungsbereichs dieser Direktive. Die Direktive basiert auf dem jüngsten Fünf-Jahres-Zeitraum, der älter als die Inkraftsetzung der Direktive ist.
- Die Direktive gestattet Einsparungen, die aus den Energieeffizienz-Verbesserungsmaßnahmen folgen, die in einem vorhergehenden Jahr, nicht früher als 1995, eingeleitet wurden. Sie müssen eine nachhaltige Wirkung in der Berechnung der jährlichen Energieeinsparungen mitberücksichtigt haben. Es wurde festgelegt, dass im Vereinigten Königreich nur die Maßnahmen seit dem Beschluss des Klimawandel-Programms des Vereinigten Königreichs im Jahr 2000 in Betracht gezogen werden.
- Das Ziel der nationalen Energieeinsparung bis Ende 2016 beträgt für das Vereinigte Königreich 136,5 TWh.[266]

In der Energy Efficiency Commitment (EEC) [Energieeffizienz-Verpflichtung] wird den Elektrizitäts- und Gaslieferanten vorgeschrieben, bestimmte Ziele zur Verbesserung der Energieeffizienz in den Haushalten zu verwirklichen. Die EEC trägt durch die Senkung der Treibhausgas-Emissionen zur Erfüllung des Klimawandel-Programms bei.
Mindestens 50 Prozent der Energieeinsparungen müssen sich auf die Priorität von einkommensschwachen Konsumenten, Empfängern von bestimmten Leistungen und Steuerausgleichen sowie Pensionskrediten konzentrieren. Es wird erwartet, dass die EEC auch zur Beseitigung des Mangels an Brennstoffen beitragen wird.

#### Erneuerbare Energien
Am 5. Februar 2007 erklärte der britische Umweltminister Ed Miliband, der Anteil der erneuerbaren Energien an der Gesamtstromerzeugung des Vereinigten Königreichs betrage nur etwa fünf Prozent. Um das Ziel zu erreichen, diesen Anteil bis 2020 auf 20 Prozent zu erhöhen, müssten große Anstrengungen unternommen werden.
Im „Energy White Paper“ wird gefordert, das Niveau der Nutzung der erneuerbaren Energien in jährlichen Schritten von 7,9 Prozent in den Jahren 2007/2008 und auf 15,4 Prozent bis zum Jahr 2015 zu erhöhen. Das dann erreichte Niveau soll bis zum Auslaufen der Maßnahme im Jahr 2027 gehalten werden. Erzeuger erhalten ein Zertifikat für jede erzeugte MWh erneuerbare Energie. Diese werden von den Energielieferanten bezahlt. Die Energielieferanten dürfen ausweisen, wie viel erneuerbare Energie sie bezogen haben.
Aufgrund der wachsenden Bedeutung der erneuerbaren Energien, die diese in Zukunft auch im Energiemix des Vereinigten Königreichs spielen sollen, hat die britische Regierung Anfang März 2007 die „Climate Change Bill“ verabschiedet. Das gewachsene Interesse an erneuerbaren Energien im Vereinigten Königreich spiegelt auch die landesweit größte Messe der Energiewirtschaft, die „All Energy 2007“ wider. Die Besucherzahl erhöhte sich um 40 Prozent gegenüber dem Vorjahr. Die Anzahl der Aussteller stieg gegenüber dem Vorjahr von 220 auf 350.
Die Regierung des Vereinigten Königreichs hat im Mai 2007 die Zuschüsse für die Installation von Photovoltaik-Systemen gesenkt. Haushalte erhalten jetzt nur noch einen Zuschuss von 2.500 £ für die Installation gegenüber vorher 15.000 £. Um ein 3,5 kW-Photovoltaik-System für einen durchschnittlichen Haustyp zu installieren, entstehen Kosten in Höhe von 20.000 £. Die Zuschüsse für Windräder wurden ebenso auf 2.500 £ halbiert, obgleich die Zuschüsse für Solarheizungen und Wärmepumpenheizungen nicht geändert wurden.
Der Windturbinenmarkt im Vereinigten Königreich ist im Jahr 2006 enorm gewachsen. Mit neuinstallierten 634 MW wurde ein neuer Rekord erreicht. Die installierte Gesamtkapazität ist um 47 % gestiegen. Damit erreicht das Vereinigte Königreich als eines der windreichsten Länder Europas die 2.000-MW-Schwelle.
Die Ausbaumöglichkeiten der Windenergie sind im Vereinigten Königreich bedeutend größer als in Deutschland. Das trifft besonders auf den Offshore-Bereich zu. Dennoch wurden bis jetzt im Vereinigten Königreich bedeutend weniger Windkraftanlagen als in Deutschland errichtet.
Die Regierung des Vereinigten Königreichs erklärte am 26. Juli 2007, sie suche Möglichkeiten, erneuerbare Energiequellen viel schneller mit den Elektrizitätswerken zu verbinden, um die Ziele zur Senkung der CO2-Emissionen zu erreichen.
Dutzende von Windfarmen seien durch die Planungshindernisse aufgehalten worden. Andere warteten angesichts der sehr langen Verzögerungen darauf, dass die Verbindungen zum Hauptnetz hergestellt werden. Das macht es für das Vereinigte Königreich zunehmend schwierig, bis 2020 die angestrebten 20 Prozent Energie aus erneuerbaren Energiequellen zu gewinnen.
Die Biomasse-Strategie des Vereinigten Königreichs erfüllt die Verpflichtungen, die im Energiebericht 2006 und in der Antwort der Regierung auf den Bericht der Biomasse-Arbeitsgruppe 2005 abgegeben wurden. Die Biomasse-Strategie vereinigt die Politik der Regierung des Vereinigten Königreichs zur Biomasse für Energie, Verkehr und Industrie.
Die Konzerne BP, ABF (Associated British Foods) und DuPont haben angekündigt, etwa 400 Millionen Dollar für den Bau einer Bioethanol-Großanlage, einschließlich einer Hochtechnologie-Demonstrationsanlage, zu investieren. Diese Anlagen sollen die Entwicklungsarbeiten für die nächste Generation der Biokraftstoffe beschleunigen. Zu Beginn wird Bioethanol produziert. Sobald die entsprechende Technologie zur Verfügung steht, soll eine Umwandlung in Biobutanol erfolgen.

#### Ergebnisse
Die Industrie des Vereinigten Königreichs wurde vom Umweltministerium für die Erfolge beim Klimaschutz gelobt. Die Mehrzahl der Branchen hat im Jahr 2004 mehr CO2-Einsparungen erreicht, als von der Regierung vorgegeben wurden. Die Industrie hat im Jahr 2004 die CO2-Emissionen um 14,4 Millionen Tonnen gesenkt. Das sind 8,9 Millionen Tonnen mehr als in der Klimawandel-Vereinbarung vom Jahr 2001 festgelegt wurde.
Im Juli 2007 wurde der jährliche Bericht zum Klimawandel-Programm an das Parlament veröffentlicht.
Die wichtigsten Ergebnisse sind:
- Der Bericht beschreibt die endgültigen Schätzungen der Treibhausgas-Emissionen im Laufe des Jahres 2005, vorläufige Schätzungen für 2006 und für den Zeitraum vom 1. Januar 2006 bis zum 31. Mai 2007 sowie die Schritte, die unternommen wurden, um die Emissionen zu senken.
- Ein Großteil der Mittel zur Reduzierung der Treibhausgas-Emissionen wurde an das Schottische Parlament, die Nationalversammlung für Wales und die Nordirische Versammlung übertragen. Der Bericht schließt die Maßnahmen ein, die durch die Regierung des Vereinigten Königreichs in Schottland, Wales und Nordirland durchgeführt wurden.
- Die endgültigen Schätzungen für die Emissionen des Jahres 2005, die im Januar 2007 veröffentlicht wurden, weisen nach, dass die Treibhausgas-Emissionen um 15,6 Prozent zwischen dem Basisjahr und 2005 gesunken sind. Das bedeutet einen Rückgang von 775,2 auf 654,1 Millionen Tonnen CO2-Äquivalent.
- Die vorläufigen Schätzungen sagen aus, dass die CO2-Emissionen des Jahres 2006 560,6 Millionen Tonnen betrugen. Damit liegen sie etwa mit 5,25 Prozent unter dem Niveau von 1990. Dies sind ungefähr 1,25 Prozent über dem Wert von 2005. Der Anstieg ist hauptsächlich auf den Umstieg bei Brennstoffen von Erdgas auf Kohle zur Stromerzeugung zurückzuführen.
- Die endgültigen Schätzungen für 2005 und die vorläufigen Schätzungen für 2006 berücksichtigen nicht die Ergebnisse des EU-Emissionsrechtehandelsystems. Die bei Einrichtungen durch das Vereinigte Königreich übergebenen Emissionsgutschriften in Höhe von 27,1 (2005) und 33,8 (2006) Millionen Tonnen CO2 sind höher als die gesamten nationalen Allokationen in den Jahren 2005 und 2006. Wenn man dies in Betracht zieht, lagen die Treibhausgas-Emissionen im Jahr 2005 19,1 Prozent unter dem Niveau des Basisjahres 1990, und die CO2-Emissionen im Jahr 2006 lagen etwa 11 Prozent unter dem Niveau von 1990. Das nationale Ziel bis 2010 ist die Reduzierung der CO2-Emissionen um 20 Prozent unter dem Niveau von 1990, wobei das Ergebnis des EU-Emissionsrechtehandelssystems eingeschlossen ist.[278]